# Karl XIV Johan

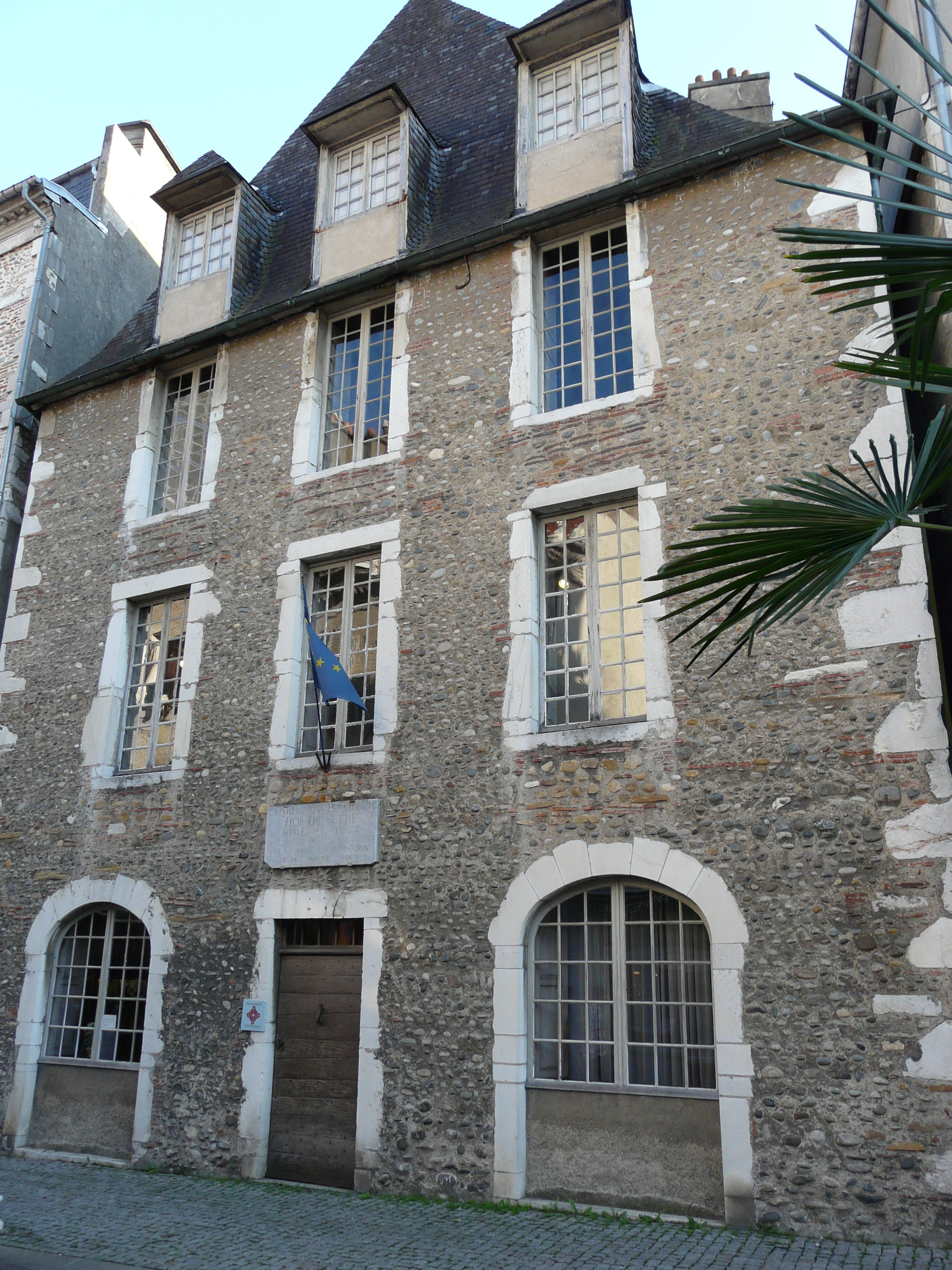
Huset i Pau där Bernadotte föddes.

Karl XIV Johan, född Jean Bernadotte 26 januari 1763 i Pau, Béarn, Frankrike, död 8 mars 1844 på Stockholms slott, var kung av Sverige och Norge från 1818. I Norge blev han efter sin levnad även känd under regentnamnet Karl III Johan. Han gifte sig den 16 augusti 1798 i Paris med Désirée Clary, sedermera svensk-norsk drottning under namnet Desideria, svägerska till Napoleons bror Joseph Bonaparte. Vid ankomsten till Sverige 1810 som furste av Ponte Corvo hade hans fullständiga namn utvecklats till Jean Baptiste Jules (vilket på svenska översattes till Johan Baptist Julius, den namnform som används i Successionsordningen). Namnet Karl fick han efter adoptivfadern Karl XIII.

## Biografi

### Karl Johans bakgrund
Karl XIV Johan föddes den 26 januari 1763 i Pau, huvudstaden i provinsen Béarn i sydvästra delen av kungariket Frankrike. Han var yngst av fem syskon, varav två gick bort i barndomen. Hans far och farbror var båda sakförare, liksom hans åtta år äldre bror. Fortfarande kan man i den franska staden Pau besöka hans födelsehem, som numera är ett museum med en fransk och en svensk flagga hängande ovanför ingången. Enligt Karl Johans egna uppgifter föddes han i huset "la maison Balagué" vid rue Tran nr 24, vars huvudingång vetter mot den gata som senare fick namnet rue Bernadotte. Förlossningen ägde rum i balkongrummet en trappa upp i den del av huset som har sina fönster utåt rue Tran. Som kung försökte han långt senare köpa in fastigheten för att inrätta ett militärsjukhus, men lyckades inte på grund av ägarens krav.
Nedkomsten väntades först flera veckor senare, men modern blev utsatt för ett upptåg av några karnevalsdeltagare som störtade in i rummet där hon satt och handarbetade. "Fru Jeanne" blev så uppskrämd att hon fick ett nervöst anfall och fick föras i säng. Efter en orolig natt föddes sonen Jean på morgonen den 26 januari. Eftersom man befarade att det så mycket för tidigt födda barnet inte skulle kunna leva länge, döptes det redan dagen därpå i kyrkan Saint Martin. Födelse- och dopattesten, förvarad i Paus arkiv, lyder i svensk översättning:
| ” | År 1763 föddes den 26 januari och döptes den 27 i samma månad Jean, äkta son till herr Henri de Bernadotte, prokurator hos sénéchalen, och hans hustru, född de Saint Jean, bosatta här i staden. Faddrar: Herr Jean Bernadotte junior, prokurator hos sénéchalen, och hans hustru Marie Bethbeder. I närvaro av herrar Jean Borda, prokurator, och Bernard Luc, vaktmästare vid domstolen, vilka jämte gudfadern och oss hava undertecknat, men icke gudmodern, som ej kan skriva. | „ |

Karl Johan hette ursprungligen Jean Bernadotte, även kallad Jean Baptiste Bernadotte (då han var uppkallad efter Johannes döparen) för att namnmässigt skilja honom från sin äldre bror Jean Évangéliste Bernadotte (1754–1813). Systern hette Marie Bernadotte Justis (1759–1795). Fadern var Henri Bernadotte (1711–1780) och modern hette Jeanne Saint-Jean, född de Saint-Jean (1728–1809). Jean Baptiste, vars undervisning verkar ha skett i hemmet, var förutbestämd att fortsätta i faderns yrke. Han visade dock inget intresse för detta, och efter faderns död måste han mer allvarligt börja tänka på sin framtid. Ledd av ett brinnande intresse för soldatlivet tog han den 3 september 1780 värvning vid det 60:e franska linjeregementet, Royal-la-Marine, som då var förlagt på Korsika.
I rullorna antecknades följande om den nye soldaten: "längd 5 fot, 3 tum och 5 linjer, mörkt hår, mörka ögonbryn, bruna, något liggande ögon, näsan lång och spetsig, munnen liten med tunna läppar, hakan kort avrundad, ansiktet runt och fylligt, pannan smal med tvenne ärr, ett i mitten, ett över ögonbrynet, förorsakat av en liten sten." Rekryten Bernadotte nr 651 fick som seden var ett soldatnamn. Han kallades "Belle-Jambe", det "Vackra benet". Namnet ska ha varit en anspelning på hans förmåga att lägga an på det motsatta könet.

### Avancemang inom armén

Jean Baptiste Bernadotte, löjtnant vid 36. régiment de ligne 1792. Målning av Louis-Félix Amiel (1802–1864), 1834.

Bernadotte kom att tillbringa tre år på Korsika. Efter ett besök i hemmet några månader i slutet av 1783 och början av 1784 för att vårda sin hälsa följde han sitt regemente till nya garnisonsorter – bland annat Grenoble, Vienne, Marseille och Saint-Martin-de-Ré. Han avancerade under tiden från grenadjär till korpral 13 juni 1785, till furir 21 juni 1786, till sergeant-major (fältväbel) 11 maj 1788 och till adjutant 7 februari 1790. Därefter hade kanske hans befordringsgång avstannat om inte franska revolutionen hade brutit ner det skrank som 1781 hade rests mellan underofficers- och officersgraderna. Under sin underofficerstid hade Bernadotte vid åtskilliga tillfällen visat framåtanda, till exempel då han efter att den 6 september 1789 anlänt till Marseille, 1790 lyckades rädda sin chef, markis d'Ambert, undan ett folkupplopp. Den 1 maj 1792 utnämndes han till underlöjtnant vid det i Saint-Servant i Bretagne stationerade 36:e regementet (före detta Anjou). Vid ett annat tillfälle lyckades han under regementets vistelse i södra Frankrike, i den lilla staden Lambesc nära Marseille, där regementet var förlagt några veckor, genom sin vältalighet förhindra att soldaterna gjorde myteri mot officerarna. Händelsen ägde rum i en övergiven kyrka där några kompanier hade sin logi. Bernadotte steg upp i predikstolen och höll en straffpredikan för de revolterande, vilka därefter avbröt myteriförsöket.
Under vistelsen i Marseille försågs Bernadotte med en inkvarteringssedel och presenterade sig hos den rike och i Marseille mycket ansedde köpmannen François Clary (far till Désirée Clary, sedermera drottning Desideria), som bebodde ett delvis ombyggt hus i stadens dåvarande aristokratiska kvarter. Denne tog välvilligt emot Bernadotte, som därmed kom att bo en tid hos sin blivande svärfar. I huset bodde också den då tolvåriga Désirée Clary som senare skulle bli hans hustru.
När revolutionskrigen kort därefter bröt ut fick Bernadotte dra i fält med Rhenarmén. Han utmärkte sig i striderna och steg snabbt i graderna. Efter striderna vid Speier och Mainz 1793 blev han kapten 11 juli 1793, bataljonschef 8 februari 1794 samt brigadchef den 4 april samma år. Året därpå, efter att ha förflyttats till Sambre- och Meusearmén och med synnerlig utmärkelse deltagit i striderna vid Prémont och Landrecies samt i slaget vid Fleurus den 26 juni 1794, blev han "för tapperhet och lysande bragder" på Jean Baptiste Klébers begäran befordrad till brigadgeneral. Efter Maastrichts erövring i oktober samma år, till vilken han väsentligen bidrog, utnämndes han till divisionsgeneral den 22 oktober 1794.
Åren 1795 och 1796 deltog Bernadotte i fortsatta aktioner med Rhenarmén. Hans rykte som fältherre var känt då han i början av 1797 beordrades att med en armékår gå mot Lombardiet för att understödja Napoleon Bonaparte i fälttåget mot österrikarna. Ett vintertåg över Alperna, övergången av Tagliamento och erövringen av Gradisca d'Isonzo gav nya prov på hans duglighet. Napoleons intryck av Bernadotte vid deras första möte hade varit: "Ett franskt huvud och ett romerskt hjärta". Det var vid Gradisca i mars 1797 som Bernadotte fick uppleva Napoleons vrede, eller snarare hans kyla, för första gången. Gradisca var en stad befäst av fienden och Bernadotte beslutade att inta staden utan instruktioner från Napoleon först. När dess garnison på 3 000 man vägrade kapitulera ledde Bernadotte ett anfall personligen, men utan understöd från övriga trupper, som under tre timmars strid kostade hans armé 500 döda. Det var enbart förstärkningar som gjorde att förlusterna inte blev större. Bernadotte rapporterade senare i person till Napoleon att Gradisca var intaget dock med nämnda förluster till vilket Napoleon svarade kyligt med att påpeka att Bernadotte kunde ha belägrat staden som inte hade kunnat hålla ut länge istället för att ha slösat bort hans soldaters liv. Dock så blev Napoleons någorlunda lugnad när han senare fick höra att under dom tre timmarna så stod Bernadotte mitt i kulregnet och uppmuntrade sina soldater. För detta gav han Bernadotte beröm i sin rapport till direktoriet den 20 mars. 
Hans rhentrupper tävlade med de italienska trupperna i tapperhet, och denna tävlan kom att hos befälhavarna utvecklas till en rivalitet. En viss misstro kom därför redan nu att känneteckna förhållandet mellan Bernadotte och Bonaparte, för vars ärelystna planer han tidigt uttalade sina farhågor.

### Administration och politik
Efter att mot fälttågets slut ha överfört några troféer till Paris var Bernadotte i staden när fructidorkuppen genomfördes 4 september 1797, dock utan att han själv medverkade. Han återvände därpå till Italien och var en tid guvernör över Friuli och de delar av det venetianska området som genom freden i Campo Formio den 17 oktober 1797 hade tillfallit Frankrike. Den 11 januari 1798 utnämndes han till Frankrikes ambassadör i Wien. Han lämnade tjänsten i april 1798 efter ett upplopp där deltagarna skymfat trikoloren och ambassadhotellet vid Wallner Strasse 8.
Efter återkomsten till Frankrike tillbringade Bernadotte en tid i lugn. Den 16 augusti 1798 gifte han sig med Désirée Clary, en köpmansdotter från Marseille som var svägerska till Bonapartes äldste bror Joseph och tidigare förlovad med dennes bror Napoleon. Giftermålet skapade därför i viss mån ett band mellan släkterna Bonaparte och Bernadotte.
Efter vänstervalen 1799 följde en närmare anknytning till hemlandets politik i det att direktoriet den 2 juli utsåg honom till krigsminister. Hans son Oscar (senare Oscar I) föddes bara fyra dagar efter utnämningen. Som krigsminister arbetade Bernadotte med att rekrytera, utrusta och omorganisera dom olika arméerna, som då lidit flera nederlag. Bernadotte kämpade "frenetiskt" mot korruptionen bland dom många arméleverantörerna. Under det pågående politiska intrigspelet blev han dock åter avlägsnad från ämbetet den 14 september samma år genom en list av Emmanuel Joseph Sieyès, som planerade en ny statskupp. Kort därpå återkom Napoleon från Egypten och verkställde denna kupp den 18 och 19 brumaire år VIII (9 och 10 november 1799). Hans motparti hade försökt egga Bernadotte att själv göra statskuppen, men denne höll sig avvaktande vid sidan och fick varken från direktoriet eller kamrarna någon uppmaning att ingripa.

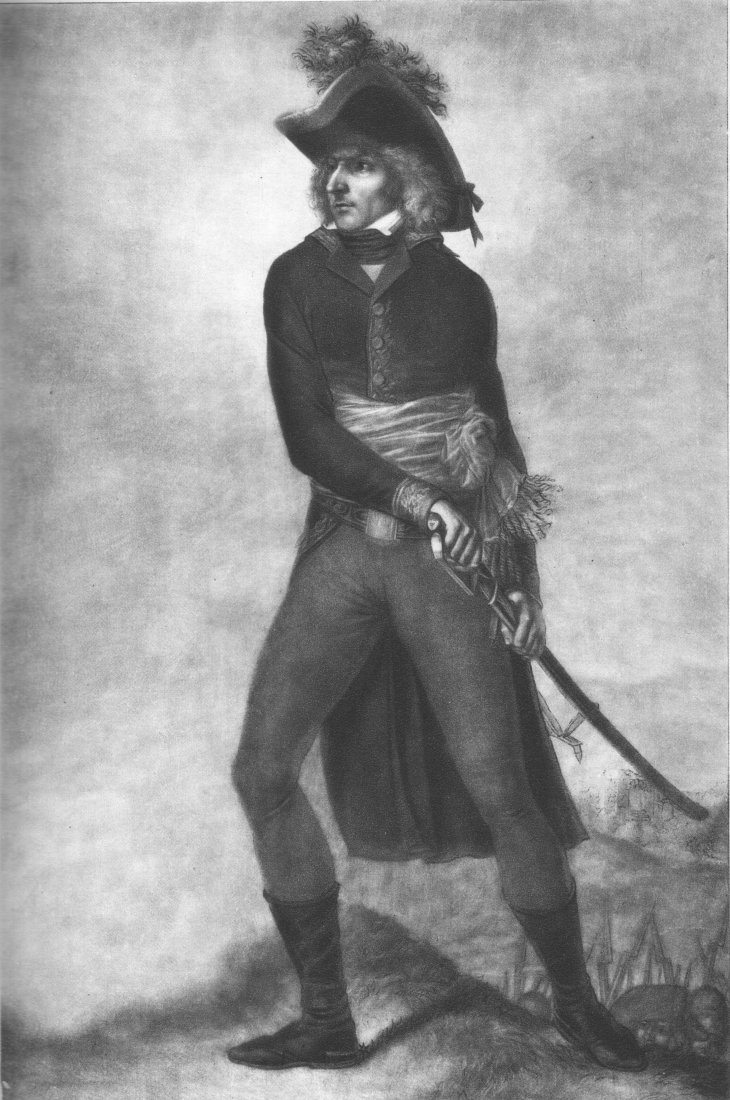
Jean Baptiste Jules Bernadotte som marskalk av Frankrike.

För Bernadotte som för många andra återstod nu inte annat än att acceptera Napoleon Bonapartes styre som ett fullbordat faktum. Vid mer än en av de planer som spanns för att hejda och störta det fanns också spår som ledde till Bernadotte. I Bonapartes intresse låg emellertid att stå på god fot med ledande män ur olika läger, och Bernadottes militära och administrativa talanger blev därför varken under konsulatet eller kejsardömet oanvända. Han blev sålunda 24 januari 1800 medlem av det nyskapade statsrådet (Conseil d'état), och vid Bonapartes avresa till det italienska fälttåget chef för den så kallade västarmén som hade till uppgift att slutligt slå ned upproret i Vendée och att där möta eventuella engelska landstigningar. Han påtänktes därefter för andra uppdrag, till exempel i Portugal, Irland, Louisiana och Förenta staterna men dessa planer sattes av olika skäl inte i verket.
Vid kejsardömets upprättande 1804 utnämndes Bernadotte som en av de första till marskalk av Frankrike och blev samma år guvernör över det under året erövrade Hannover. Han visade sig under tiden där (juni 1804–september 1805) vara en god administratör.
Enligt en populär skröna skulle Bernadotte från denna tid ha haft en tatuering med orden "Död åt kungar". Troligtvis är detta dock bara en skröna med grund i en fransk teaterpjäs (Le Camarade de lit, "Sängkamraten") där kungen har en tatuering med texten Vive la République "Leve republiken". Däremot uttryckte sig den framtida svenske kungen 1797 faktiskt på följande vis: ”Republikan både av princip och övertygelse vill jag till min dödsstund bekämpa alla rojalister.”.

### Nya insatser på slagfältet
Under det tredje koalitionskriget fick Bernadotte åter dra i fält och deltog bland annat i trekejsarslaget vid Austerlitz den 2 december 1805 där han som kårchef medverkade till segern. Den 5 juni 1806 utnämndes han till furste av Pontecorvo. Mindre framgångsrikt var däremot till en början hans deltagande i 1806 års fälttåg mot Preussen. I slaget vid Jena-Auerstedt den 14 oktober 1806 kom han på grund av långsamhet i framryckandet inte att delta på någondera valplatsen och blev för detta starkt klandrad av högkvarteret. Tre dagar senare lyckades han dock överrumpla preussarna vid Halle, förföljde dem norrut och stormade den 6 november Lübeck där Gebhard Leberecht von Blücher tvingades att kapitulera. Samma dag kom han för första gången i närmare beröring med svenskarna. På floden Trave överraskade och tillfångatog han en liten svensk kår på något över 1 000 man, som efter reträtt från Lauenburg befann sig på väg hem. Fångarna, som behandlades väl, förde sedan den franske marskalkens lov vidare till hemlandet.
Från det följande fälttåget mot Ryssland märks Bernadottes seger vid preussiska Mohrungen den 25 januari 1807. Sårad vid Spanden (nuvarande Spędy) i juni blev han emellertid satt ur stånd att delta i de sista krigsoperationerna, till exempel slaget vid Friedland den 14 juni 1807. Efter freden i Tilsit i juli 1807 utnämndes han samma månad till guvernör över hansestäderna Hamburg, Bremen och Lübeck, där han gjorde sig omtyckt genom duglig förvaltning. Kort därpå tilldelades han befälet över den här, som över de danska öarna skulle angripa Sverige för att framtvinga dess anslutning till Napoleon. Hären bestod av franska och spanska trupper. Skilda omständigheter, bland annat den franska härens plötsliga minskning genom dess spanska regementens desertering vid underrättelsen om tronvälvningen i Spanien, gjorde emellertid att landstigningsplanen gick om intet.
Österrikes krigsförklaring i april 1809 förde Bernadotte söderut. Som befälhavare över en sachsisk truppkontingent deltog han i det blodiga slaget vid Wagram 5–6 juli 1809. En oförsiktig dagorder, i vilken han tillskrev sina trupper en enligt Napoleons uppfattning alltför stor andel i segern, framkallade emellertid en brytning mellan de båda militärerna. Bernadotte begärde och fick avsked samt begav sig till Paris. Engelsmännens expedition till Walcheren föranledde dock kort därpå hans återkallande i tjänst för att leda det mot dem uppbådade försvaret, vars organiserande han också skötte. Men sedan faran gått över lämnade den misstrogne kejsaren befälet över styrkorna åt någon annan. Ett slags försoning kom så småningom till stånd, men Napoleon ville helst hålla Bernadotte på avstånd. Marskalk Bernadotte skulle just resa till Rom för att tillträda en befattning som generalguvernör över Kyrkostaten, då förslaget om tronföljarskap i Sverige från tomma intet dök upp.

### Valet av marskalk Bernadotte till Sveriges kronprins

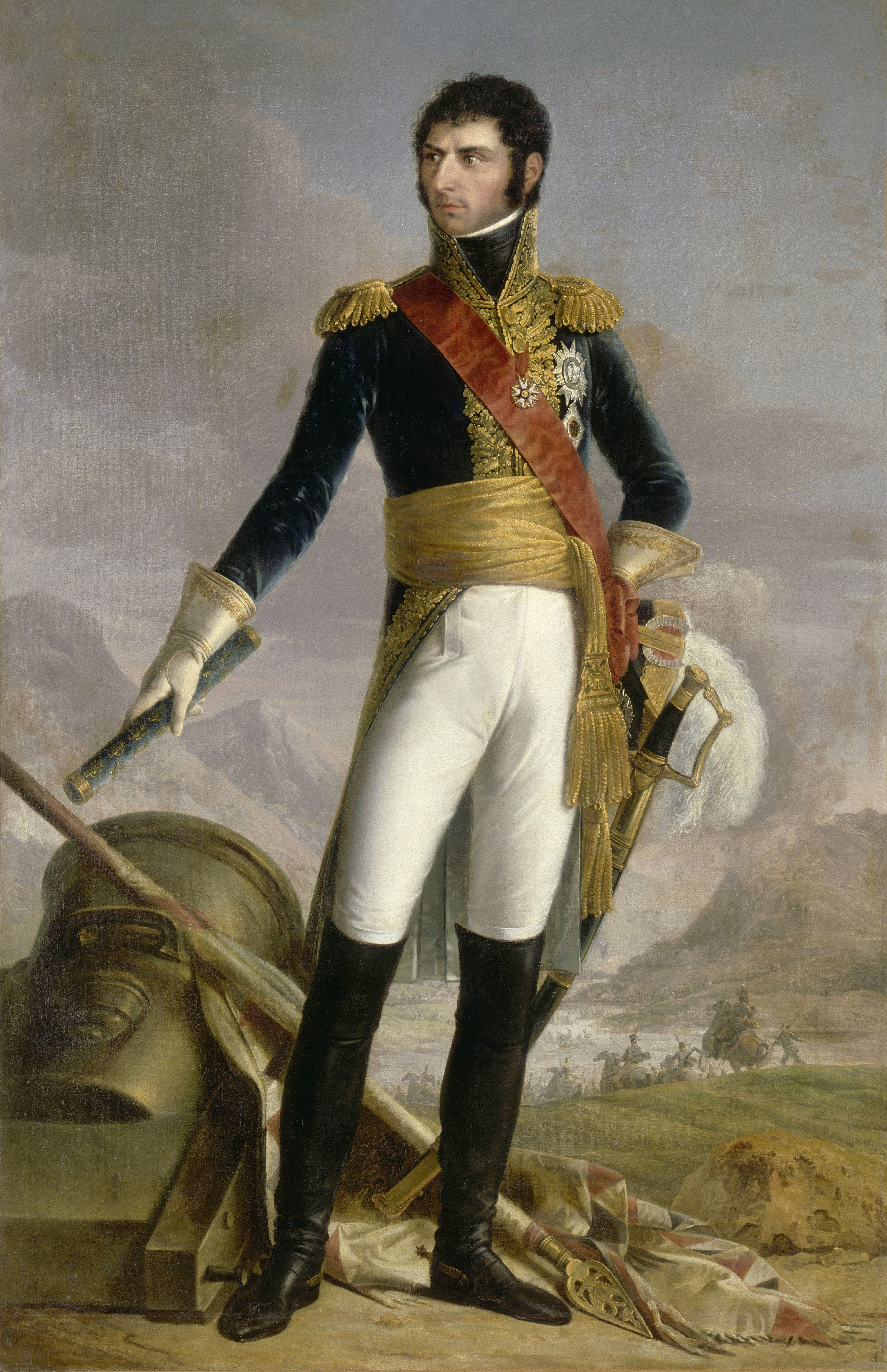
Marskalk Bernadotte i fransk marskalksuniform med kraschan för Hederslegionen på bröstet. Kopia efter målning av François Joseph Kinson, 1804.

Frack till marskalksuniform som tillhört Karl XIV Johan som fransk marskalk 1804–1810.

Då underrättelsen om kronprins Karl Augusts plötsliga bortgång anlände till Stockholm den 31 maj 1810 fruktade Georg Adlersparre en gustaviansk restauration genom ett tronföljarval av den tidigare avsatte kungens son, prins Gustav. Adlersparre förmådde därför Karl XIII och statsrådet att genast erbjuda tronföljden åt den avlidnes äldre bror, hertigen Fredrik Kristian av Augustenborg och att hos Napoleon begära godkännande av denna kandidatur. För säkerhets skull beslöt man sända sistnämnda förfrågan med dubbla kurirer, och till det ena av dessa uppdrag erbjöd sig då löjtnanten vid Upplands regemente, friherre Carl Otto Mörner. Denne, som redan 1808 under förtroliga samtal drivit tesen att endast en fransk marskalk skulle kunna lyfta Sverige ur dess förfall och leda en revansch österut, hade vid underrättelsen om Karl Augusts död ögonblickligen beslutat att söka förverkliga denna tanke. Från regementets mötesplats vid Uppsala hade han begett sig till Stockholm, där han som hovkanslern Gustaf af Wetterstedts blivande svåger också lyckades förskaffa sig kurirbrickan.
Så snart Otto Mörner anlänt till Paris den 20 juni och avlämnat sina depescher med regeringsförslaget om hertigen av Augustenborg började han ivrigt arbeta för sitt eget motsatta mål. En fransk vän från en tidigare vistelse i Paris förordade bland olika franska marskalkar särskilt Bernadotte, och Mörner förstod då att genom förmedling av den svenske generalkonsuln i Paris Elof Signeul med flera skaffa sig tillträde till denne. Vid mötet som följde förklarade han sig djärvt nog tala i ett talrikt partis namn, då han frågade marskalken om han ville bestiga tronen i Sverige. Då Bernadotte, fastän reserverad, dock efter hand röjde en viss böjelse att inte avvisa tanken, kände sig Mörner uppmuntrad till fortsatt verksamhet och uppsökte då general Fabian Wrede, som för tillfället befann sig i Paris på en tillfällig ambassad, och lyckades vinna honom för sin plan under föregivande att den "allmänna rösten" i Sverige önskade ett val av en fransman. Wrede besökte Bernadotte som då för honom tydligt tillkännagav sin benägenhet att mottaga ett anbud samt lät förstå att Napoleon inte skulle ha något emot hans val. Med detta svar och ett brev i vilket Wrede synnerligen lovordade marskalken som person återvände Mörner hem den 29 juni. Efter hemkomsten den 12 juli sökte han upp utrikesminister Lars von Engeström samt hovkanslern, statsrådet Gustaf af Wetterstedt, som "till sin oförställda häpnad" fick information om förslaget till ny tronkandidat. Mörner förbjöds därefter att delta i Örebroriksdagen samma månad.
Sveriges verklige minister i Paris, friherren Gustaf Lagerbielke, fick först efter Mörners hemresa kunskap om dennes självpåtagna uppgift. Både hos friherren och hos Sveriges regering där hemma väckte detta harm och bestörtning. Man sökte med hot och varningar hejda Mörners vidare åtgärder som emellertid snabbt vann anhängare i huvudstaden. Han ålades då att vistas i Uppsala och förhindrades därigenom att komma till valriksdagen som utlysts till Örebro. Agitationen fortgick likväl, och Bernadottes anhängare började efter hand bli till ett parti. Napoleons underlåtenhet att uttala sig bestämt i fråga om den svenska tronföljden bidrog till att hålla olika möjligheter uppe samtidigt som den danske kungen Fredrik VI:s direkta frieri till svenska kronan försvagade hertig Fredrik Kristians ställning och hindrade denne att öppet svara ja på anbudet. Riksdagen öppnades den 30 juli. Sveriges regering vidhöll emellertid efter någon tvekan sitt första förslag och ständernas sekreta utskott hade i enlighet därmed redan den 11 augusti till Karl XIII ingivit sitt utlåtande till förmån för hertigen av Augustenborg. Den franske köpmannen Jean Antoine Fourniers ankomst till Örebro som ombud för marskalk Bernadotte gjorde dock att många ändrade uppfattning, särskilt sedan det blivit känt att Napoleon återkallat Désaugiers, sin chargé d'affaires i Stockholm, vilken alltför ivrigt lagt sig ut för Fredrik VI. När sedan även Lagerbielke från Paris numera antydde att kejsaren nog inte skulle misstycka om Karl Johan Bernadotte valdes vägde detta ytterligare över till fransosens fördel.

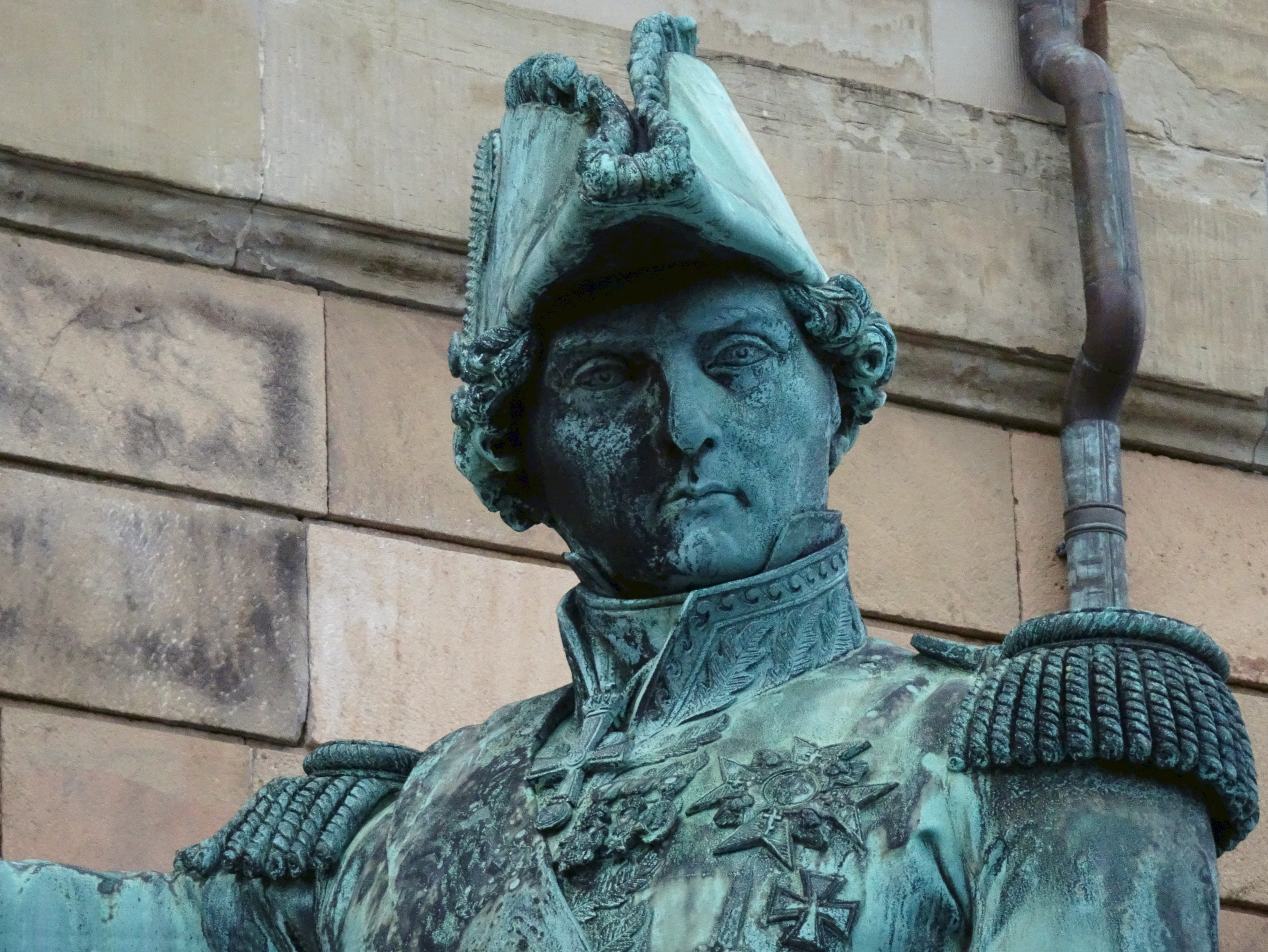
Karl XIV Johans staty i Stockholm, detalj.

Vid Riksdagen år 1810 gav Karl XIII omsider, fastän med tvekan, sitt samtycke till att välja Bernadotte som svensk kronprins. Utskottet underrättades om det nya sakläget och höll den 16 augusti en ny votering som med 10 röster mot 2 förordade den franske fursten och den 21 augusti utkorades han under stormande jubel av ständerna till kronprins.
Både den gamle kungen och hans drottning blev charmerad av den nya kronprinsen. Drottning Charlotta skrev i sin dagbok:
| ”                           | Kronprinsen ser mycket bra ut. Han är lång och välväxt och har en så ädel och majestätisk hållning. Han ser ut att vara född till kronprins. Han har svart hår, sydländsk hy, och vackra mörka ögon. De är mycket uttrycksfulla och visar varje förändring av hans känslor. Han kan se sträng ut när det behövs. Men annars så är hans ansikte milt och vänligt. Han är mycket artig och har lätt för att tala, ja, man kan till och med säga, att han är en vältalare....Ingen som träffar kronprinsen kan ana, att han inte är född till prins. Han är värdig och elegant, aldrig ett ögonblick tänker man på hans enkla bakgrund. Han är verkligen i alla avseenden en prins. | „ |
| – Från Drottningens dagbok, | |   |

Den allmänna känslan av nödvändigheten att en stark hand tog rikets ledning med tanke på de dåliga tiderna, fjolårets olyckor och anarkin vid fersenska mordet medverkade väsentligt till valet, men också förhoppningen att man under den franske härföraren och med Napoleons hjälp skulle vinna revansch österut vägde in. Napoleon gav, fastän med tvekan, sitt bifall till det skedda; "nåväl, res, må våra öden gå i fullbordan" skall han därvid ha yttrat.
Den 23 september skrev Napoleon ett bemyndigande för fursten av Ponte Corvo att antaga titel och rang av Sveriges kronprins:
| ”           | Napoleon, genom Guds nåd och författningen fransmännens Kejsare, Konung af Italien, Beskyddare för Rhenförbundet, Medlare för schweiziska förbundet, till alla närvarande och efterkommande hälsning. Vår kusin, fursten af Ponte Corvo, marskalk af kejsardömet, har i ödmjukhet framställt, hurusom Sveriges ständer på konungens proposition hade tilldelat honom titeln kronprins af Sverige med arfsrätt till tronen, men att han, såsom varande vår undersåte, icke kunde mottaga denna höga rang, med mindre vi värdigades bemyndiga honom därtill. Viljande gifva åt sagde vår kusin, fursten af Ponte Corvo, ett synnerligt bevis på vår välvilja, hafva vi i kraft af detta bref bemyndigat och bemyndiga sagde vår kusin, fursten af Ponte Corvo, marskalk af kejsardömet, att mottaga titeln och rangen af Sveriges kronprins, honom tilldelad af rikets ständer på konungens proposition, med de rättigheter och prerogativ, som därvid äro fastade. Och för att det må för alltid vara fast och stadigt, hafva vi underskrifvit detta med egen hand. Gifvet i vårt palats S:t Cloud den 23 september i nådens år 1810. | „ |
| – Napoleon, | |   |

Bernadotte löstes så från sina förpliktelser som fransk undersåte och avreste från Paris den 30 september. Han antog den 19 oktober på det svenska konsulatet i Helsingör den lutherska läran i närvaro av ärkebiskop Jakob Axelsson Lindblom, prostarna Lars Andreas Palm och Jonas Nordvall och några svenskar. Fursten bad att få bli ensam med ärkebiskopen, och efter en timma kom denne ut med orden: Jag hade berett mig på att lämna honom en kort upplysning om skiljaktigheterna mellan våra trosbekännelser och han har hållit för mig en föreläsning om alla religioner sedan världens skapelse. Dagen därpå landsteg han i Helsingborg. Den 23 på morgonen lämnade han Helsingborg och anlände samma dag till Kristianstad, den 24 till Växjö, den 25 till Jönköping, den 26 till Linköping, följande dag till Nyköping samt den 28 till Wahrendorffs egendom Sturehov. Han övernattade därefter på Drottningholm.
Den 2 november höll Bernadotte sitt högtidliga intåg i Stockholm och mottog den 5 november i Rikssalen ständernas hyllning sedan han avlagt trohetsed åt Karl XIII och av honom adopterats under namnet Carl Johan. Kungen lät från tronen läsa upp adoptionsakten och därmed inför ständerna officiellt verkställa riksdagens beslut. I dess inledning tituleras den nye kronprinsen Furste af Ponte Corvo och sedan står hans tre förnamn försvenskade: Johan Baptist Julius. Så snart adoptionen var kungjord blev han upphöjd till "Wår Son och Efterträdare". Han tilldelades därefter sitt nya namn, "Carl" efter kungen, och "Johan" som den enda rest av hans gamla namn (Jean). Sedan knäföll han framför tronen på en framställd bönpall och med handen på bibeln svor han sin tro- och huldhetsed till kungen. Föreningen mellan kung och tronföljare beseglades genom att Bernadotte steg upp på tronen och kysste kungens hand, varpå denne reste sig och omfamnade honom. Kungens adoption hade därmed bekräftats, och Bernadotte återvände till sin stol såsom Karl XIII:s son Karl Johan. Ceremonin som förvandlat den franske marskalken Jean Bernadotte till Karl Johan, prins och tronföljare, var därmed efter närmare en och en halv timme över. I ett senare brev till Karl XIII avslutar Bernadotte med sitt nya namn i fransk tappning; "Ers majestäts ödmjukaste, hörsammaste och hängivnaste undersåte och gode son Charles Jean." Den landsflyktige franske officeren Charles Jean-Baptiste Suremain, då i svensk tjänst, skriver i sina minnesanteckningar om Bernadottes ankomst till Stockholm: "Jag för min del häpnade över hur väl en före detta revolutionssoldat föll in i prinsrollen."
Riksdagen beviljade kronprinsen ett årligt apanage på 66 600 riksdaler. Bernadotte fick också under den följande tiden motta en mängd hedersbetygelser som följde på hans inträde i svenska kungahuset. Bland annat utsågs han 21 november 1810 till "förste ledamot" (med senare terminologi hedersledamot) av Kungliga Vetenskapsakademien.
Den 12 december fråntog Napoleon Bernadotte sitt furstendöme av Pontecorvo samt andra tillgångar. Istället skulle Bernadotte få en årlig pension som skulle täcka de 11 764 franc han fått i årlig avkastning från sina egendomar.

### 1812 års politik

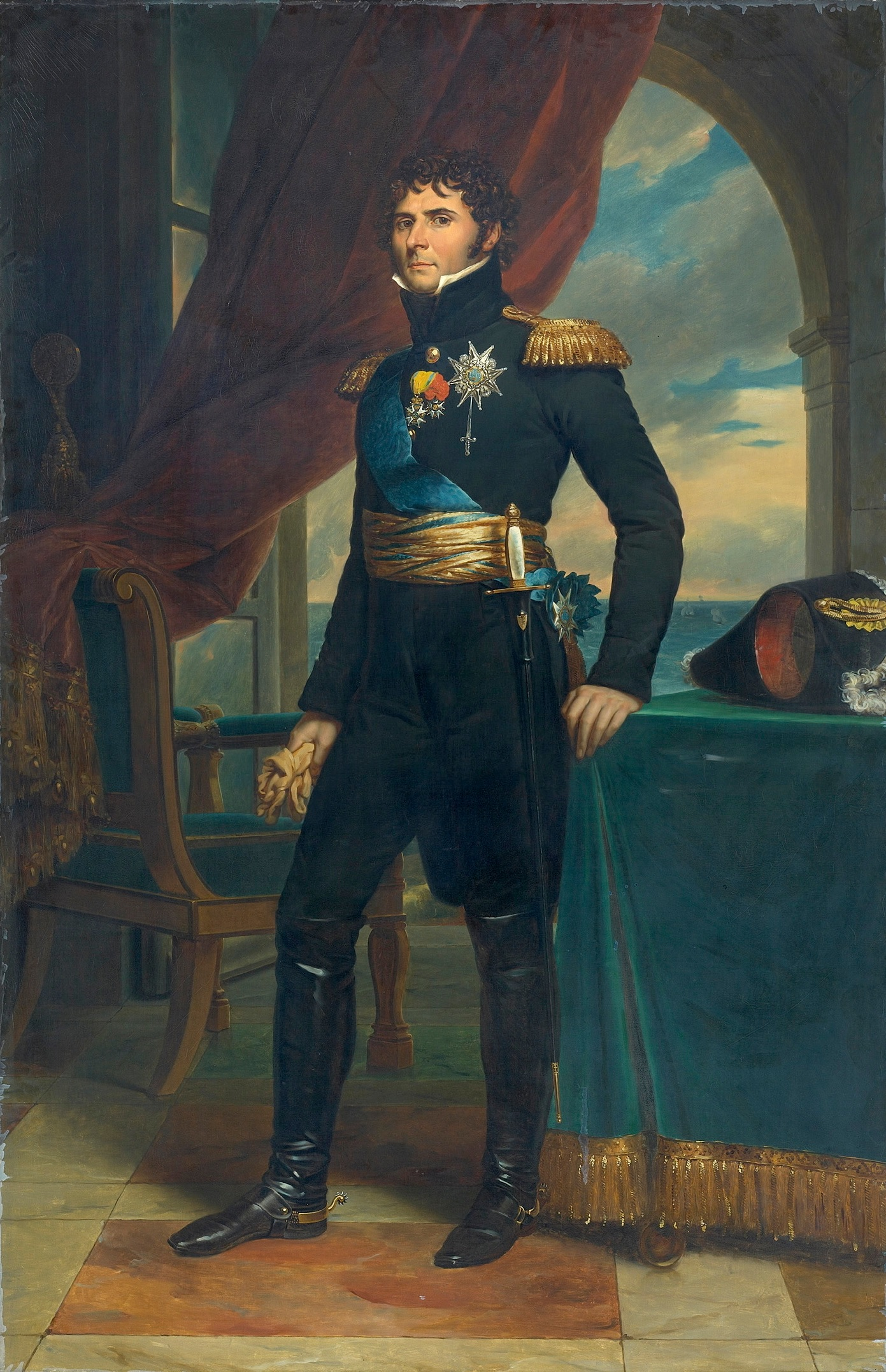
Kronprins Karl Johan i svensk generalsuniform, 1811. Målning av François Gérard (1770–1837).

Kronprinsens personlighet gjorde snart intryck även bland de som tidigare varit tveksamma. Hans erfarenheter av den europeiska politiken, något som den svenska utrikesledningen saknade, vägde också tungt.
Karl Johan medförde till Sverige sina tvivel på det napoleonska väldets bestånd och rättade sin politik därefter. Napoleon själv drev honom genom sitt övermod åt samma håll, då han omedelbart efter furstens ankomst till Sverige tvingade Sverige att utfärda en krigsförklaring mot England. Karl Johan visade å sin sida snabbt intresse för tanken att stärka Sverige genom att förvärva Norge medan han visade mindre intresse av att försöka återerövra Finland. Kriget mot England kom att föras som ett "låtsaskrig" och handelsförbindelserna upprätthölls i smyg; dessutom började Karl Johan efter hand att närma sig Ryssland medan förhållandet till Frankrike antog en alltmer kylig karaktär.
Genom att i början av 1812 låta besätta Svenska Pommern utan föregående krigsförklaring bröt Napoleon omsider själv freden och gav Karl Johan just vad han behövde: ett botemedel mot den svenska folkopinionens Napoleondyrkan. Närmare underhandlingar inleddes genast mellan Sverige och Ryssland, vilka snart medförde konventionerna i Sankt Petersburg och Stockholm (5 och 9 april 1812), som ytterligare befästes under de sista dagarna av augusti genom ett möte i Åbo mellan kronprinsen och tsar Alexander I. Genom dessa fördrag förband sig Sverige att aktivt delta i striden mot Napoleon, mot det att Ryssland lovade att dessförinnan arbeta för att Sverige skulle få Norge. Dessutom slöts i en hemlig artikel i Åbo ett så kallat "familjefördrag" mellan de båda furstarna, huvudsakligen till skydd för Karl Johans dynasti. De lockande anbud, som under denna tid och efteråt från fransk sida framställdes, motstod däremot kronprinsen; i stället slöts vid Riksdagen år 1812 den 18 juli Freden i Örebro med England, och 3 mars 1813 i Stockholm alliansfördrag med samma makt, varjämte andra liknande fördrag slöts med Preussen och Spanien. Den ursprungliga planen, Norges förvärvande åt Sverige redan under 1812, kunde emellertid inte förverkligas på grund av åtskilliga omständigheter: händelsernas utveckling vid det franska krigståget mot Ryssland, Englands dröjsmål att lova sitt biträde, den långa tiden för svensk upprustning samt en viss obenägenhet hos Karl Johan att bryta löst, förrän nödvändigheten krävde det. Han tvingades då i stället på våren 1813, utan att dessförinnan ha erhållit Norge, till Tyskland överföra de 30 000 man, som utlovats som Sveriges kontingent. På ett möte i Trachenberg i Schlesien (9–12 juli) mellan honom samt Rysslands och Preussens monarker kom man överens om en plan för det stundande fälttåget, för vilket Karl Johan fick befäl över den så kallade nordarmén bestående av svenskarna samt omkring 95 000 preussare och ryssar.
En intressemotsats förelåg dock alltjämt mellan de allierade, som på kontinenten hade att återvinna förlorade områden, och Sverige, som under frammarschen där alltmer avlägsnades från sitt mål i striden - Norge. Karl Johan försökte under förhållandena som rådde att både spara de svenska trupperna för den blivande uppgörelsen med Danmark och att överhuvudtaget undvika en alltför oförsiktig krigföring, som kunnat kosta Sverige dess fälthär och kanske honom själv tronföljden. Under slaget vid Grossbeeren den 23 augusti 1813 och slaget vid Dennewitz den 6 september 1813 fick de preussiska trupperna bära den tyngsta bördan av Berlins försvar; särskilt det svenska artilleriet under Carl von Cardell fick dock tillfälle att utmärka sig. Även under "folkdrabbningen" slaget vid Leipzig den 16–19 oktober fick de svenska trupperna endast mot slutet verksamt ingripa i striden. Medan därför de övriga förbundna förföljde den slagne Napoleon in över Frankrikes gränser, drog sig Karl Johan norrut för att i Holstein tvinga Danmark till eftergift. Efter striden vid Bornhöved 7 december, Frederiksorts kapitulation 19 december och Glückstadts uppgivande 4 januari 1814 nödgades Danmark också ge vika och i Kielfreden 14 januari avträda Norge till kungen av Sverige.
Karl Johan förde därpå sin här åter söderut, men stannade i Belgien, dels på grund av oenigheter med de allierade, som åsidosatte honom, dels till följd av naturlig motvilja att med militär trupp bryta in i sitt gamla hemland. Sedan Napoleon störtats och Bourbonerna återkallats, återvände Karl Johan norrut för slutuppgörelsen med Norge. Där hade under tiden Kielfredens verkställighet undanskjutits genom ståthållaren prins Kristian Fredriks (sedermera kung Kristian VIII av Danmark) val till kung i en självständig norsk monarki på basis av Eidsvollförfattningen av 17 maj 1814. Stormakternas påtryckningar och de av Karl Johan anförda svenska truppernas framgångar framtvingade dock konventionen i Moss den 14 augusti 1814, genom vilken kung Kristian Fredrik tvingades nedlägga sin regeringsmyndighet i Norge. Efter underhandlingar mellan svenska kommissarier och norska stortinget om för föreningen nödvändiga ändringar i norska grundlagen följde 4 november 1814 Karl XIII:s val som Norges kung. Sveriges ställning var sålunda sedan 1810 snabbt förändrad. Karl Johan hade ryckt upp det ur dess vanmakt efter statsvälvningen, åter förvärvat det ett ansett namn bland Europas stater och trots alla svårigheter genomfört sin avsikt med 1812 års politik, Norges införlivande med Sverige.

### Karl XIV Johans utrikespolitik

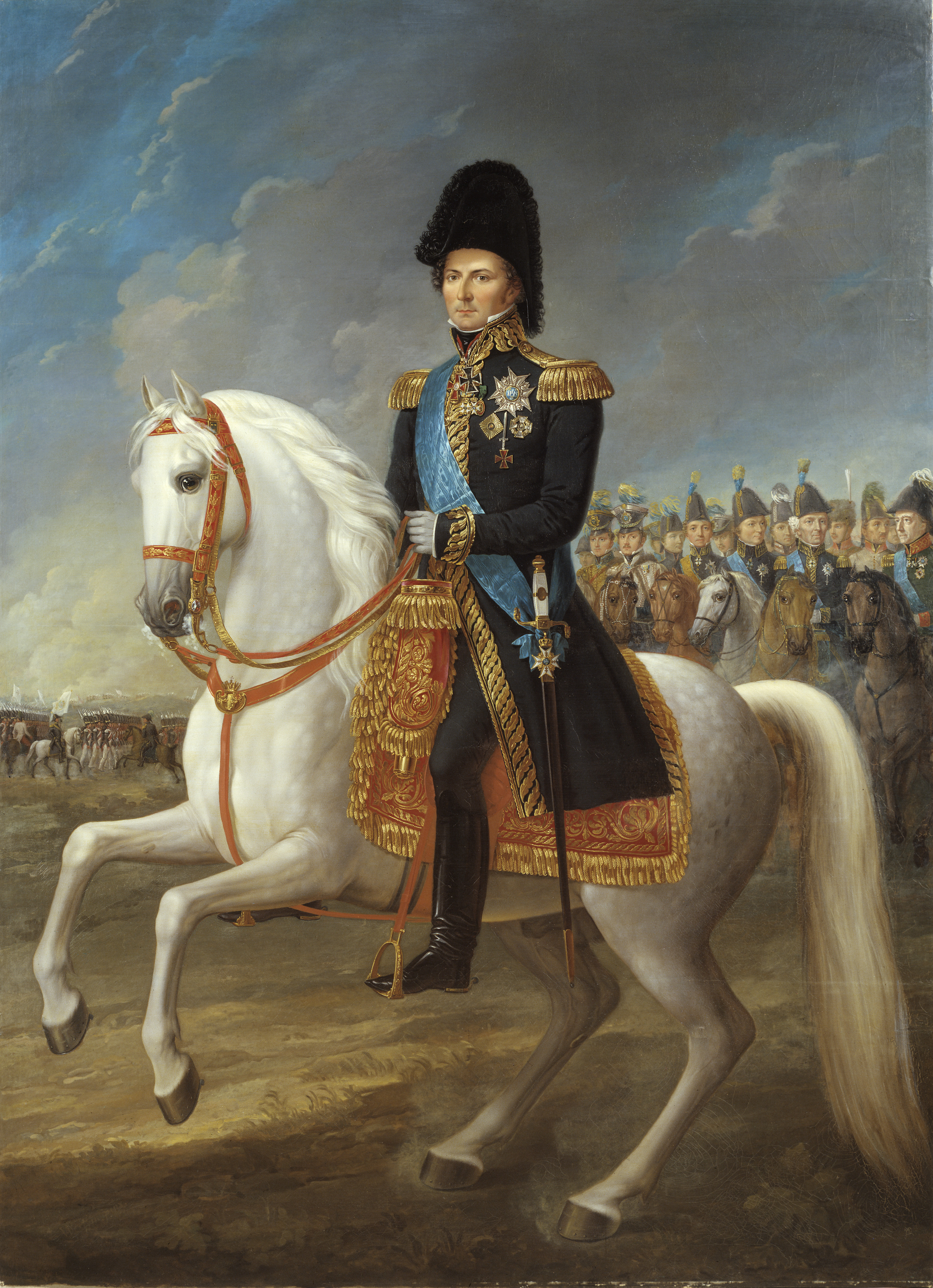
Karl XIV Johan som kronprins, till häst, målad av Fredric Westin.

Skyddad av "naturliga gränser" på alla sidor skulle Sverige-Norge kunna undgå att mot sin vilja dras in i kontinentens strider. I enlighet med det förde Karl Johan såväl under sin återstående tid som kronprins som efter sin tronbestigning en så fredlig politik att Sverige vid hans död inte tidigare åtnjutit en så lång fredsperiod. Endast vid ett par tillfällen hotade mer allvarliga konflikter med övriga europeiska makter. Den första gällde den andel i den danska statsskulden som Sveriges kung i egenskap av Norges suverän i Kielfreden hade förpliktats att åta sig. Norges svaga finansiella ställning gjorde önskvärt att beloppet blev det minsta möjliga och man sökte därför genom allehanda motkrav nå detta mål. Efter långa förhandlingar vände sig Danmark då till stormakterna med anhållan om understöd, och från kongressen i Aachen 1818 vid vilken dessa makter företog sig att utöva ett slags förmynderskap över de mindre staterna fick Karl Johan motta kraftiga påtryckningar att lösa frågan. Han lyckades emellertid förmå England till särskild medling i frågan och på detta sätt kunde med Danmark avslutas ett fördrag (1 september 1819), vilken innebar att de ursprungliga fordringarna, 7 miljoner riksdaler hamburger banko, sänktes till 3 miljoner att betalas på 10 år. Då norska stortinget emellertid ville att Sverige skulle påta sig en del av skulden uppstod nya svårigheter, vilka avlägsnades först sedan Karl Johan sammandragit svenska och norska trupper utanför Kristiania och påmint om att fortsatt vägran kunde sätta Norges författning på spel, varpå stortinget omsider gav efter (maj 1821).
En annan ganska skarp konflikt med utlandet gällde den så kallade "skeppshandelsfrågan". För att skaffa bidrag till flottans förnyande såldes under 1825 åtskilliga äldre svenska örlogsfartyg, först två och sedan ytterligare tre. Nominella köpare var engelska handelshus, men dessa var bara ombud för Spaniens amerikanska kolonier, vilka just frigjort sig från moderlandet, men dittills bara av England erkänts som självständiga stater. De övriga stormakterna åter betraktade dessa stater ännu som upproriska undersåtar och protesterade därför mot försäljningen och kejsar Alexander I hotade till sist med krig, om inte köpet återgick i fråga om de tre senare fartygen, vilka på grund av myndigheternas långsamhet ännu inte avgått. Även denna gång reste sig Karl Johans självkänsla mot påtryckningarna och han var benägen att stå fast, men gav till sist på statsrådens enträgna uppmaningar vika. Skadestånd fick dock enligt kontraktet betalas till köparna, och i stället för väntad vinst blev det förlust på affären, vilket också föranledde skarpa efterräkningar hos statsrevisionen (1827) och riksdagen (1828–1830).
En huvudfaktor i tidens allmänna politik var rivaliteten mellan England och Ryssland. Lyckligtvis uteblev dock den konflikt mellan båda staterna som mer än en gång hotade. Sverige undslapp sålunda provet, huruvida den neutralitet som Karl Johan önskade upprätthålla, skulle kunna bevaras. Vänskapen mellan Karl Johan och Alexander I fortlevde i stort sett till dennes död 1825 och hans efterträdare Nikolaj I visade i allmänhet Karl Johan mycken artighet (så till exempel genom sitt oväntade personliga besök i juni 1838). Under det polska frihetskriget (1830–1831) rådde emellertid hos oppositionen i Sverige på de flesta håll en mycket stark polskvänlig stämning, vilket gjorde kungen åtskilligt bekymmer. Oppositionen gjorde sig inom pressen också ofta till tolk för den traditionella misstron mot den östra grannen, men lät detta inte hindra sig att på riksdagarna ställa sig ganska avvisande mot anslag för försvarsväsendet. År 1824 fanns en gränstvist mellan Norge och Ryssland ("Varangerfrågan"), som emellertid löstes men mot slutet av Karl Johans regering började vid norska Finnmarksgränsen åter slitningar framträda, vilka under hans efterträdare vann ökad aktualitet.

### Förhållandet till Norge

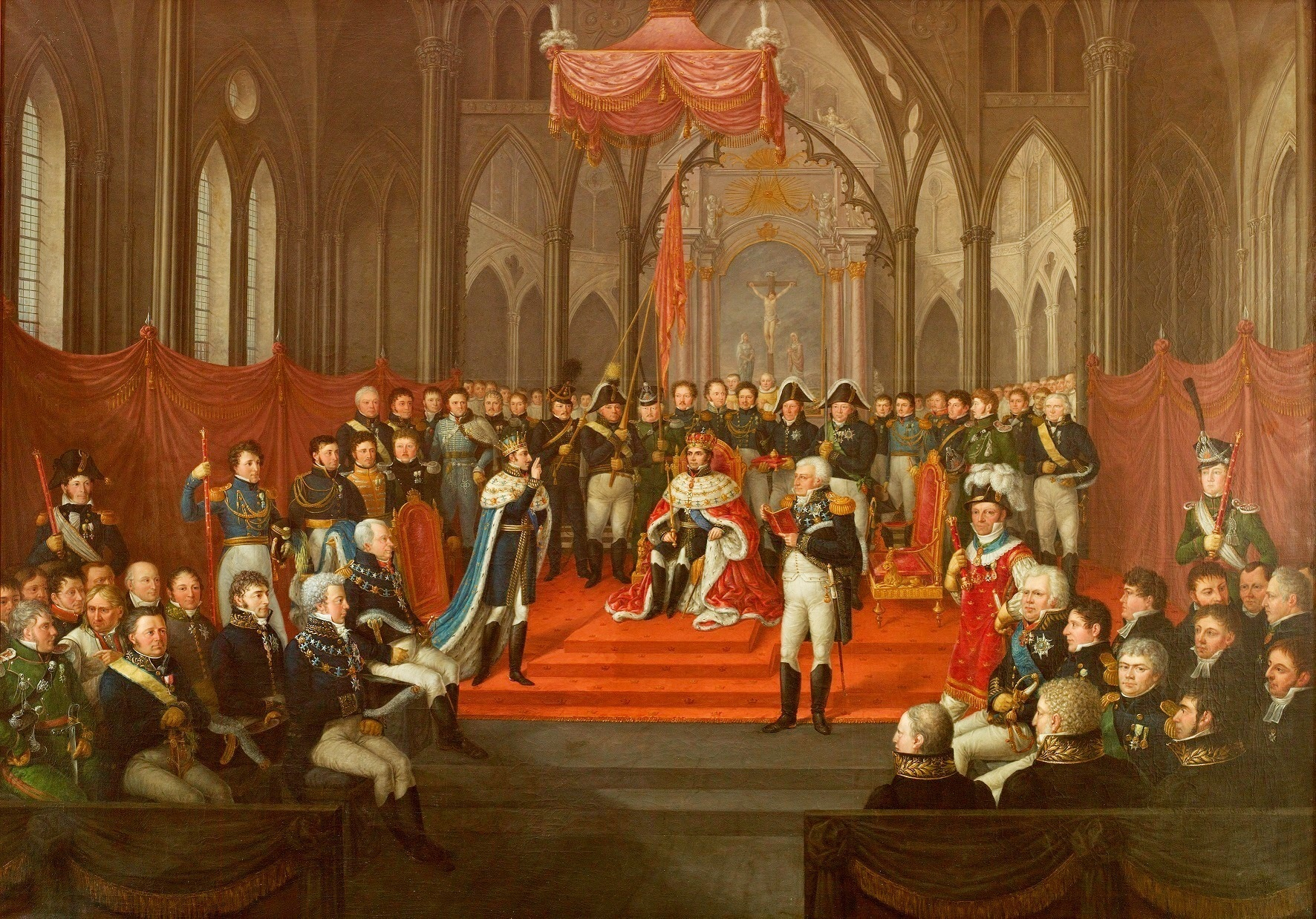
Karl XIV Johan kröns till Norges konung Karl III Johan i Nidarosdomen 1818.

Karl XIV Johans konungaförsäkran

Karl XIV Johan kröntes till Norges konung i Trondheims domkyrka den 7 september 1818. Det var första gången sedan Kristian II:s kröning i S:t Halvardskyrkan i Oslo 1514, som någon konung krönts i Norge.
Också på det unionella området visade sig Karl Johan mån om att undvika skarpare konflikter. Föreningsvillkoren i den norska grundlagen, vilka delvis även infördes och kompletterades i riksakten (1815), hade emellertid tillkommit alltför brådstörtat, så att ofullständigheter och otydligheter förekom och den norska kungamaktens svaghet (till exempel genom det endast suspensiva vetot) gentemot stortinget, som till på köpet genom sin egen organisation (enkammarsystem i vissa frågor) inom sig självt saknade nödvändiga garantier mot maktmissbruk och förhastade beslut, betydde den sammanhållande institutionens svaghet gentemot särintressena.
Någon planmässig och målmedveten unionspolitik att motväga dessa fördes inte heller på den svenska sidan. Norges egna finansiella och ekonomiska problem under de första föreningsåren inskränkte dock dess förmåga till och intresse för separatpolitik, och denna stannade sålunda under denna tid i huvudsak vid, att man ställde sig avvisande mot svenska önskemål eller förslag om en närmare förening. Särskilt på det handelspolitiska området påkallades emellertid i stor utsträckning Sveriges stöd; norska fartyg tillstaddes sålunda 1814 att få använda svensk flagga och svenska sjöpass på farvatten, som oroades av Barbareskstaternas sjörövare; i mellanrikshandeln började 1815 principen om ömsesidighet mellan rikena med hänsyn till varor och skepp att tillämpas för att efter hand alltmer utvidgas, och efter mitten av 1820-talet förvärvades i en rad handelstraktater med främmande makter åt norska fartyg i fraktfart från Sverige på utlandet likställighet med svenska.
Karl Johans upprepade förslag om ökade rättigheter för kungamakten i Norge – bland annat genom att ersätta det suspensiva vetot mot ett absolut – blev däremot oupphörligt avvisade av stortinget, och även andra tvistefrågor började under 1820-talet förekomma mellan honom och stortinget. År 1821 upphävde stortinget sålunda, mot kungens veto, adliga rättigheter i landet genom att för tredje gången upprepa sitt beslut. På grund av den så kallade Bodøsaken började stortingen under årtiondets senare del begära ökad delaktighet i utrikesärendenas handläggning, medan däremot förslag om skälig höjning av Norges bidrag till utrikesbudgeten tillbakavisades. Dessutom hade man 1824 till kungens stora misshag börjat fira 17 maj – dagen för utfärdande av Eidsvollförfattningen som tillkommit för att omöjliggöra unionen och Karl Johans norska kungadöme – som norsk nationaldag, och kungens åtgärder för att avstyra detta hade endast till en tid framgång. Vid de tillfällen, då spänningen mellan honom och stortinget var starkast – särskilt 1821 för danska statsskuldsfrågan och 1827–1828 på grund av syttende mai-firandet och frågan om Norges bidrag till utrikesbudgeten – böjde sig emellertid stortinget till sist undan och förslagen om att ändra unionsbestämmelserna blev inte satta i verket.
Efter greve Baltzar von Platens död 1829 tillsattes inte mera någon svensk ståthållare i Norge, vilket betydde att Sverige därefter saknade en permanent representant där. De norska kraven på ökade förmåner eller ökad likställighet i rättigheter växte under sådana förhållanden och rönte i vissa fall tillmötesgående (till exempel i fråga om utrikesärendens handläggning 1835 med mera) samt blev i andra hänseenden 1839 överlämnade till behandling av den första unionskommittén, som emellertid fick i uppdrag att jämväl upptaga svenska önskemål och vid vars tillsättning Karl Johan kraftigt betonade, att rättigheter och förpliktelser borde stå i inbördes överensstämmelse. Kommitténs arbete hann dock inte slutföras under Karl Johans egen regering.

### Inrikespolitiken

Bernadotteska Familjetavlan av Fredric Westin 1837, Nationalmuseum.

Även på inrikespolitikens fält tog Karl Johan kort efter sin ankomst till en början obestritt ledningen. Ständermöten hade dittills av Sveriges regering fruktats som bråkiga och ohanterliga; 1812 års riksdag beslöt däremot så gott som utan invändningar nästan allt vad Sveriges regering begärde: beväringsinrättningens införande, stora anslag till kriget, fri dispositionsrätt för Sveriges regering över ultramarinska besittningar, avskrivning av en stor del av statsskulden och införande av indragningsmakten gentemot pressen så att en obekväm kritik av den nya politiken kunde undgås.

### Tryckfrihetsförordningen
Genomförandet av den nya tryckfrihetsförordningen stred i själva verket mot grundlagen, men då ständerna och regeringen ansåg det brådska med lagens genomförande, struntade man i kraven på två riksdagars behandling för beslutets genomförande. Det har också visat sig att det från de kungatrognas sida fanns planer på att lägga fram en starkt reviderad eller snarast helt ny regeringsform, "1812 års regeringsform", som om den hade genomförts betydligt stärkt kungamakten i förhållande till 1809 års regeringsform. Av något skäl kom denna nya regeringsform aldrig att läggas fram för riksdagen. Det har också visat sig att denna nya regeringsforms ordalydelse faktiskt lästes in i den gamla, 1809 års regeringsform, av regering och statsråd utan alltför stora protester från riksdagen.
Efter krigsåren framträdde dock efter hand åter en rätt besvärlig opposition bland ständerna. Statsarbetet hade då närmast att inrikta sig på landets ekonomiska upphjälpande från det besvärliga läge som landet hamnat i på grund av en ohejdad sedelutgivning 1808, följande år en överväldigande utländsk import på grund av dåliga skördar samt en allvarlig jordbrukskris. Då ständerna sammanträdde 1815 hade emellertid kungens rådgivare, i förtjusningen över de yttre framgångarna och, efter vad det vill synas, utan full insikt om krisens betydelse, underlåtit att ta initiativ till åtgärder för dess avhjälpande. Ledningen fick då i stället omhändertagas av ständerna med greve Fredrik von Schwerin i spetsen, vilken härigenom fick tillfälle att grundlägga den "opposition mot ministären" efter brittiskt mönster, som han eftertraktade.

### Södertälje kanal och Göta kanal

Karl XIV Johan inspekterar uppförandet av Bergs slussar vid Göta kanal 1819, målning av Alexander Wetterling.

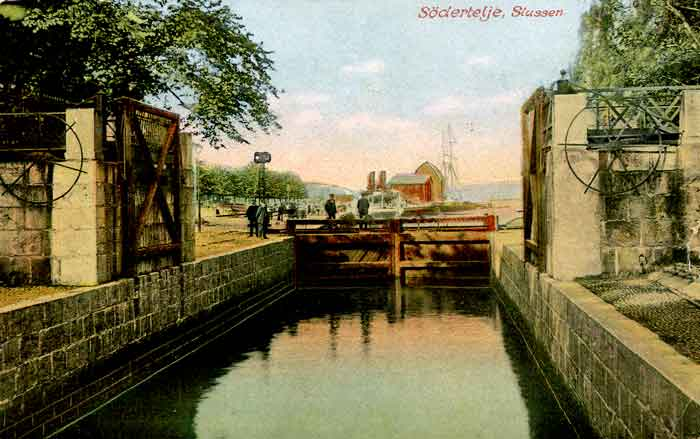
Södertälje gamla sluss på ett vykort från 1908.

Södertälje nya kanal invigdes under högtidliga former av kung Karl XIV Johan den 7 oktober 1819. Fortsättningen blev inte lika praktfull. Aktieägarna fick ingen utdelning, eftersom kanalen inte utnyttjades som beräknat. För att bolaget inte skulle gå i konkurs fick aktieägarna lägga till pengar. Men efter ett par dystra årtionden rätade det emellertid upp sig och kanalen gav hygglig vinst. Trafiken blev tätare mot slutet av 1800-talet. Båtarna blev större och kanalen behövde byggas om, den behövde breddas och fördjupas.
Göta kanal är ett av de största byggnadsprojekt som någonsin genomförts i Sverige. Redan på 1500-talet föreslog den ryktbare biskop Hans Brask i Linköping att en båtled skulle anläggas tvärs över Sverige, från Östersjön till Västerhavet. Planerna på en kanal genom Sverige skulle komma att diskuteras åtskilliga gånger fram till början av 1800-talet då Baltzar von Platens (1766–1829) kanalplaner blev verklighet. Kanalen sträcker sig från Sjötorp vid Vänern till Mem vid Slätbaken och är 190 km lång och har 58 slussar. Av sträckan är 87 km grävd kanal. De mindre sjöarna man passerar på vägen utgör 103 km av kanalens längd. Den 26 september 1832 invigdes Göta kanal i Mem i Tåby socken i Norrköping under stor pompa och ståt i närvaro av Sveriges konung Karl XIV Johan.

### Statskuldens likvidation
Riksdagens beslut gick i starkt prohibitivistisk riktning, en åskådning som Karl Johan stod mindre fjärran än åtskilliga av hans rådgivare. Samtidigt gjorde han under åtskilliga år framåt ivriga, men i regel fruktlösa försök att "styra kursen" genom växeloperationer på utlandet och tillsatte därvid personligen betydande belopp. En finansåtgärd av stor betydelse som med Karl Johans medverkan genomfördes 1815, var beslutet om hela den återstående statsskuldens likvidation genom användning av lösesumman för Svenska Guadeloupe mot en evig ränta till kungahuset.
Även under den följande tiden förekom inte sällan att Sveriges regering i viktiga inre politiska spörsmål underlät att ta initiativet, vilket naturligtvis stärkte oppositionen. Särskilt 1823 års riksdag utmärkte sig under sådana förhållanden för en stor mängd reformbeslut och reformyrkanden inte minst på det ekonomiska området, genom vilka man eftersträvade ett systemskifte i näringslivet och i ganska stor utsträckning proklamerade den liberala näringsfrihetens grundsatser både i fråga om hantverk och handel. Oppositionen var emellertid ännu övervägande saklig, och kungens person hölls i regel utanför. Greve Carl Henrik Anckarswärds framträdande till större betydenhet bland oppositionens ledare bidrog ändå till att ge den en mera personlig karaktär och det fanns också tendenser att minska anslagen till försvaret. Vid 1828–1830 års riksdag hade Sveriges regering emellertid, på grund av kraftig organisation av sina egna anhängare genom friherre Carl Johan af Nordin och greve Magnus Brahe för det mesta överhand och genom att myntrealisationen genomförandes, i vissa hänseenden dock på ett sätt, vartill Karl Johan personligen endast motvilligt gav sitt bifall, gjordes slut på den osäkerhet i finansväsendet, som skadat landets ekonomiska utveckling alltsedan den ekonomiska krisen.

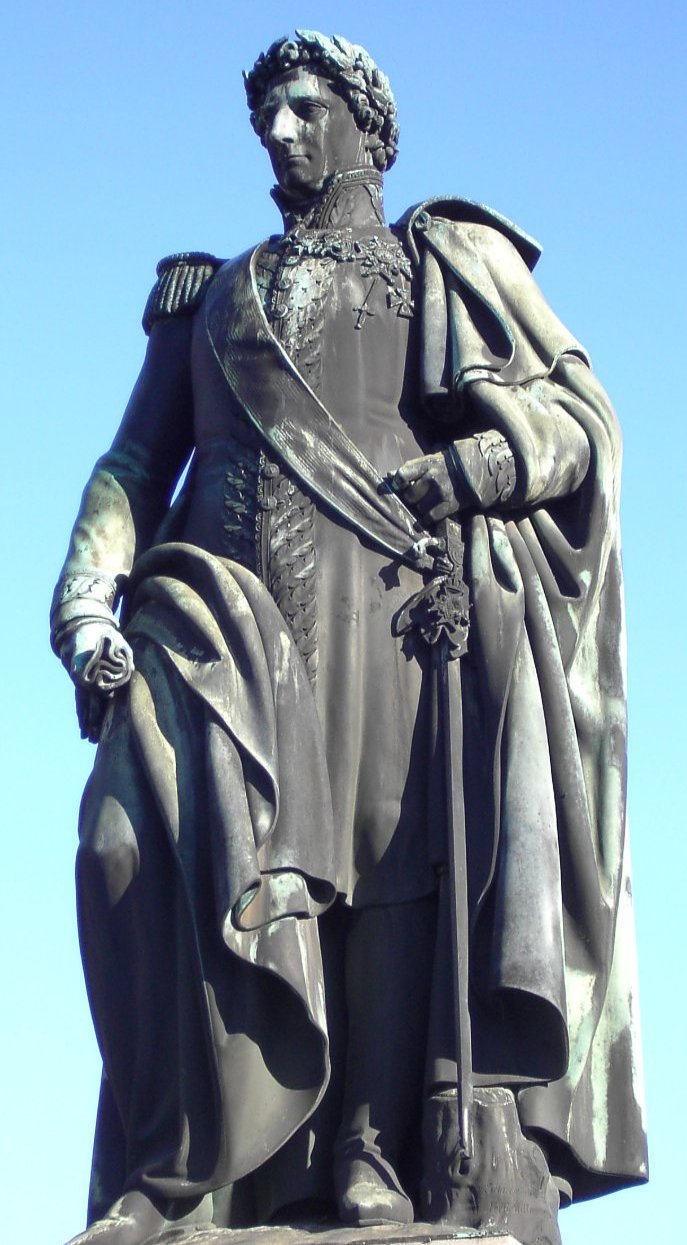
Karl XIV Johans staty i Carl Johans park i Norrköping restes 1846.

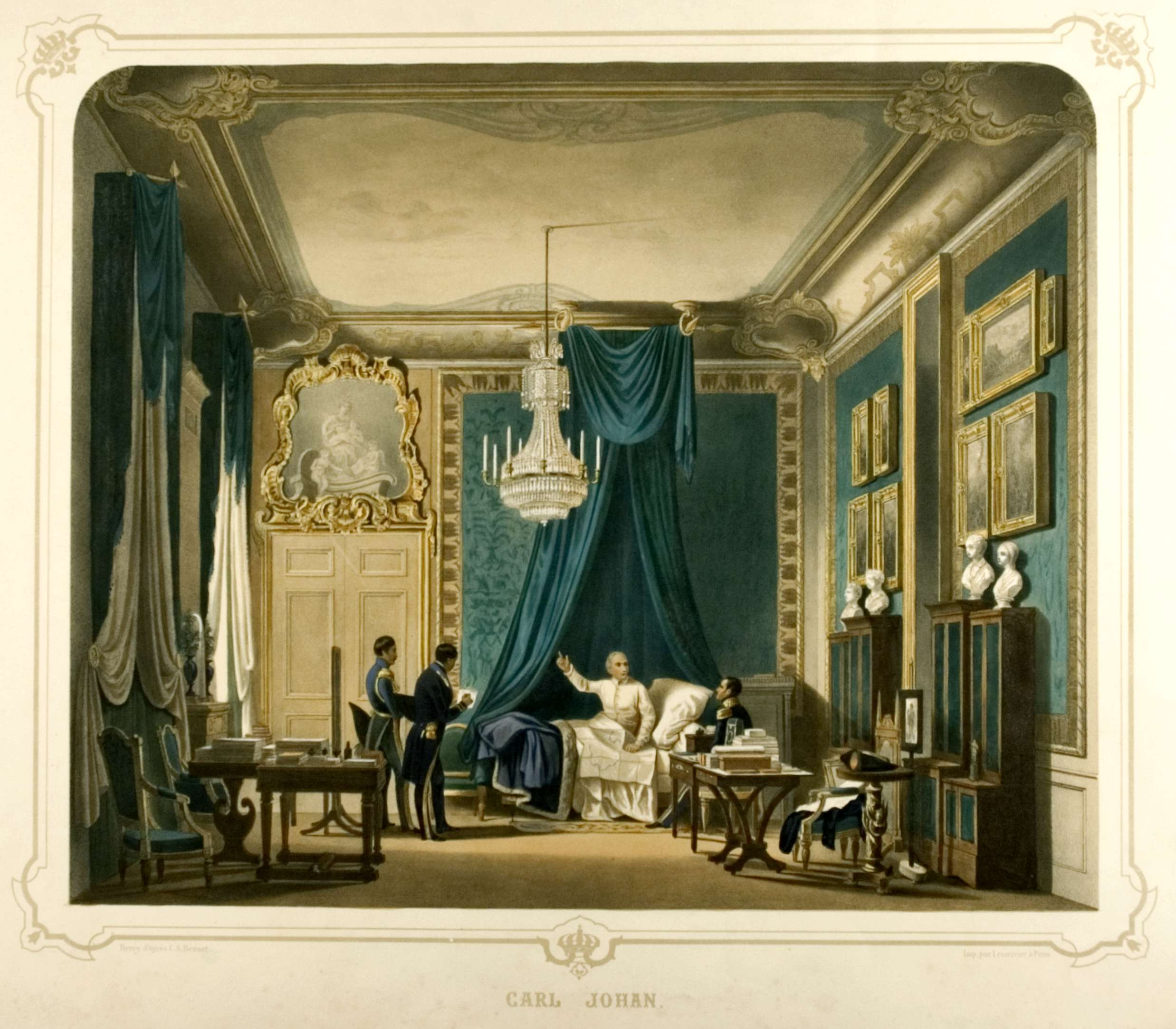
Karl XIV Johans sätt att arbeta från sin sängkammare kom under 1830-talet att benämnas Sängkammarregementet. Litografi av Carl Stefan Bennet.

1830-talet medförde däremot ett oppositionens genombrott. Julirevolutionen i Frankrike stärkte över hela Europa de liberala idéströmningarna, tidningen Aftonbladet gav dessa idéer ett skickligt och målmedvetet organ, vars inflytande snart vida översteg den konservativa pressens, och kungens gamla rådgivarpersonal började åldras och till följd därav känna ökad betänksamhet gentemot nyheterna. Karl Johan åter kunde på grund av sin främmande härkomst och sin oförmåga att tala landets språk själv svårligen ta mera djupgående initiativ på det konstitutionella författningslivets område, där nu alltmer politiska stridsfrågor började framträda, såsom representationsfrågan, spörsmålet om statsrådets organisation och rådgivarnas ställning till kungen och så vidare. Oppositionella skriftställare som Magnus Jacob Crusenstolpe och Anders Lindeberg började också alltmera rikta sina angrepp mot kungen personligen, det så kallade "allenastyrandet" och det starka inflytande som hans gunstling greve Magnus Brahe av dem antogs utöva ("Braheväldet") vid sidan av hans egentliga rådgivare. 1834–1835 års riksdag blev under sådana förhållanden en stor missräkning för Sveriges regering, som där led åtskilliga betydande nederlag tack vare oppositionens herravälde i borgar- och bondestånden samt i förstärkt statsutskott.
Under de följande åren skärptes striden ytterligare genom den kamp mot pressen, som Sveriges regering förde med hovkansler August von Hartmansdorff och indragningsmakten som vapen. Crusenstolpes fällande för majestätsbrott sommaren 1838 förde så småningom krisen till ett utbrott genom oroligheter i huvudstaden, under vilka fönsterinslagningar upprepade gånger förekom och även republikanska tänkesätt fann åtskilliga förespråkare. Mot slutet av året minskades dock spänningen något och oppositionen trädde i förbindelse med kronprinsen samt började rikta sina förhoppningar mot dennes regeringstillträde.
År 1839 bildades den så kallade koalitionen mellan en rad oppositionsmän och andra missnöjda för att vid den stundande riksdagen 1840 störta det gamla systemet och, hoppades man, förmå kungen till abdikation. Den hade förbindelser även bland statsråden och den svenska regeringens riksdagsförberedelser blev sålunda svaga och otillräckliga. Oppositionen kunde alltså vid utskottsvalen bemäktiga sig ett försteg i utskotten, men dess förhoppning om fullständig seger stäcktes sedan August von Hartmansdorff med flera lyckats reorganisera konservativa majoriteter hos adeln och prästeståndet hos vilka därefter en stor del av oppositionens angreppsplaner blev hämmade genom upprepad propositionsvägran eller i andra fall nedvoterade. Karl Johan själv släppte visserligen sina gamla rådgivare i samband med departementalstyrelsens införande 1840 men förstod också med synnerlig seghet att vid valet av de nya inte ge de egentliga oppositionsmännen rum och kampen mellan honom och dem rann sålunda efter hand ut i sanden, utan att de nya idéerna lyckades vinna några framsteg.

### De sista åren

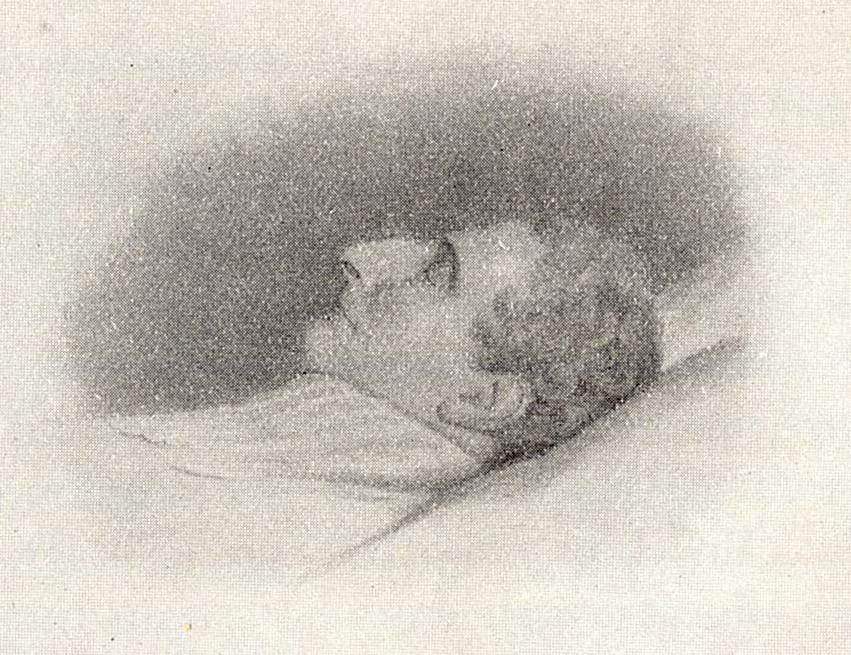
Kung Karl Johans stoft strax efter hans död.

Karl XIV Johan på lit de parade, 1844. Bredvid Magnus Brahe. Tillskriven Karl S. Bennet.

Efter riksdagens slut (1841) stillade sig stormen, och då den 80-årige monarken 1843 firade sitt 25-årsjubileum som kung fick han ta emot varma tacksamhetsbevis från hela riket. Man kunde vid slutet av hans regering peka på en rik fredlig utveckling på olika områden: en folkmängd som nästan uppnått Sveriges och Finlands vid skilsmässan, en låg statsskuld, nya samfärdsmedel i form av kanaler (Göta kanal med flera) och vägar, ett nyupprättat lantförsvar, ett årligen starkt växande jordbruk, som numera ofta gav landet exportöverskott av spannmål, en mer än fördubblad industri, ett återupprättat bank- och myntväsen, minskade skatter, men mångdubblade tullinkomster trots att tullsatserna på särskilda varor nedsatts och så vidare. Även på undervisningsväsendets område hade en viktig utveckling dels skett, dels förberetts, exempelvis genom hela folkskoleväsendets grundläggning vid 1840–1841 års riksdag.
Karl XIV Johan ägde en stor verbal förmåga, men lärde sig aldrig att tala svenska, vilket han djupt ångrade.[källa behövs] Kungen fick undervisning i svenska av bibliotekarien P.A. Wallmark under åren 1810–1813, men tillgodogjorde sig detta endast sporadiskt och under korta stunder. Intill det sista behöll kungen fulla kropps- och själskrafter.
Karl Johans sista sjukdom började i januari 1844 med kallbrand i en fot. På sin 81:a födelsedag, den 26 januari 1844 klockan 6 på morgonen, insjuknade han plötsligt i "ett anfall af blodtryckning åt hufvudet, förenad med kräkningar" och den 5 mars fick han ett slaganfall som åtföljdes av en fullständig dvala. Kungen avsomnade efter 42 dygns sjukdom klockan 15.30  den 8 mars, efter att ha vaknat upp precis före döden då han viskade sin son Oscars namn. "Ingen har fyllt en bana liknande min", kunde han med fog säga under sin sista sjukdom och därvid särskilt erinra om den uppryckning den skandinaviska halvön genom honom fått ur dess svåra kris 1808–1810. Diktamen av Karl XIV Johan på dödsbädden; Jag önskar ej döden, jag fruktar den ej; min levnad har gått över 80 år; naturen återtager sin rätt. Ingen har fyllt en bana, liknande min; man må öppna världens hävder. Jag har styrt folk, ömtåliga om sina rättigheter. Då Napoleon anföll det land, som åt mig anförtrott sina öden, fann han i mig en rival; de händelser som förändrat Europa och återgivit det sin självständighet, äro kända; man känner också den del jag däri tagit. Man studere vår historia från Odens till våra dagar och säge mig, om icke den skandinaviska halvön är av någon vikt i vågskålen av världens skickelser.
I sitt äktenskap hade han bara ett barn, sonen Oscar I, som avgav och undertecknade sin kungaförsäkran knappt två timmar efter dödsfallet och därmed efterträdde honom på tronen.
Kungen lades på lit de parade på Stockholms slott och den 18 april trampades en äldre kvinna till döds av en grupp sjömän och det blev så rörigt att greve Claes Horn gick ut och skrek till folkmassan: "Ni bär er åt så förbannat, att ni inte ä’ värda, att man ställer till någe’ roligt åt er!".  Begravningen i Riddarholmskyrkan ägde rum den 26 april, med start klockan 13.15 fram till att processionen lämnade kyrkan klockan 16.30. Under färden kastades mynt ut till åskådarna. Resultatet blev "kalabalik" och slagsmål. Detta var den sista gången begravningsmynt kastades. Jordfästningen förrättades av ärkebiskopen Carl Fredrik af Wingård. Karl XIV Johan lades först ned i det Gustavianska gravkoret medan en sarkofag tillverkades åt honom och det skulle dröja till 1856 innan den blev klar och levererad till Riddarholmskyrkan. Sarkofagen, som var inspirerad av en sarkofag från Romersk tid, är gjord av röd porfyr från Älvdalens porfyrverk som kungen hade ägt sedan kort före 1818. Den står nu i det Bernadotteska gravkoret i kyrkan med inskriptionen: Af lifvet närmade i bragder af döden i hvila.
Efter kung Karl Johans död kvarstod endast Nicolas Jean-de-Dieu Soult som den sista överlevande av de arton marskalkar av Frankrike som Napoleon utnämnt i maj 1804.

## Barn
Barn med Cathérine Josèphe Lamour (1771–1808):
- Olympe-Louise-Cathérine Lamour (född och död 1789)

Barn med drottning Desideria (1777–1860):
- Joseph François Oscar (Oskar I) (1799–1859).

Barn med älskarinnan Mariana Koskull (1785–1841):
- Maria Malm (född c:a 1815).[75]

## Bildgalleri

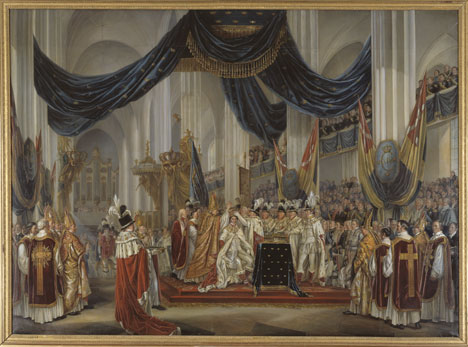
Karl Johans kröning den 11 maj 1818 i Storkyrkan i Stockholm, målning av Per Krafft den yngre.
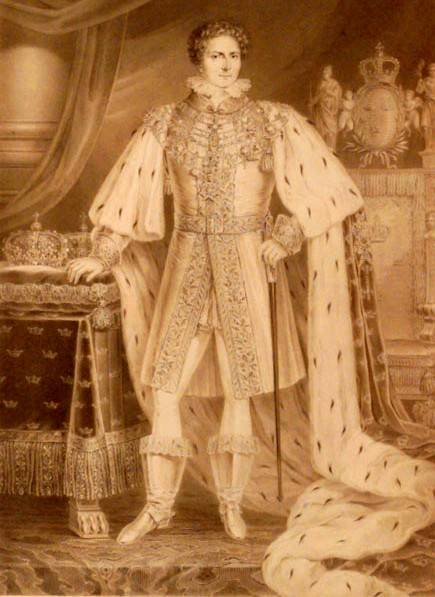
Karl XIV Johan iklädd kröningsdräkt 1818, okänd konstnär.
Karl XIV iklädd fältmarskalksuniform med Serafimerordens band och ordnar, målning av Olof Johan Södermark 1831.
Karl Johan till häst på äldre dagar, målning av Carl Fredrik Kiörboe.
Boett av guld med miniatyrporträtt föreställande Karl XIV Johan av Johan W C Way. Porträttet skänktes som gåva till greve Magnus Brahe av Oscar I efter faderns död 1844, Skoklosters slott.
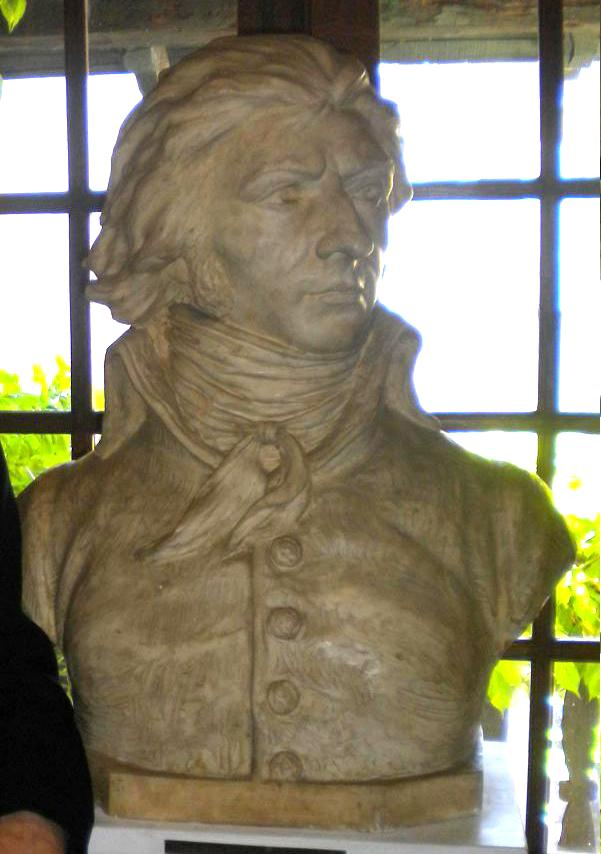
Byst av Bernadotte från den tidiga karriären, på Bernadottemuseet i Pau.
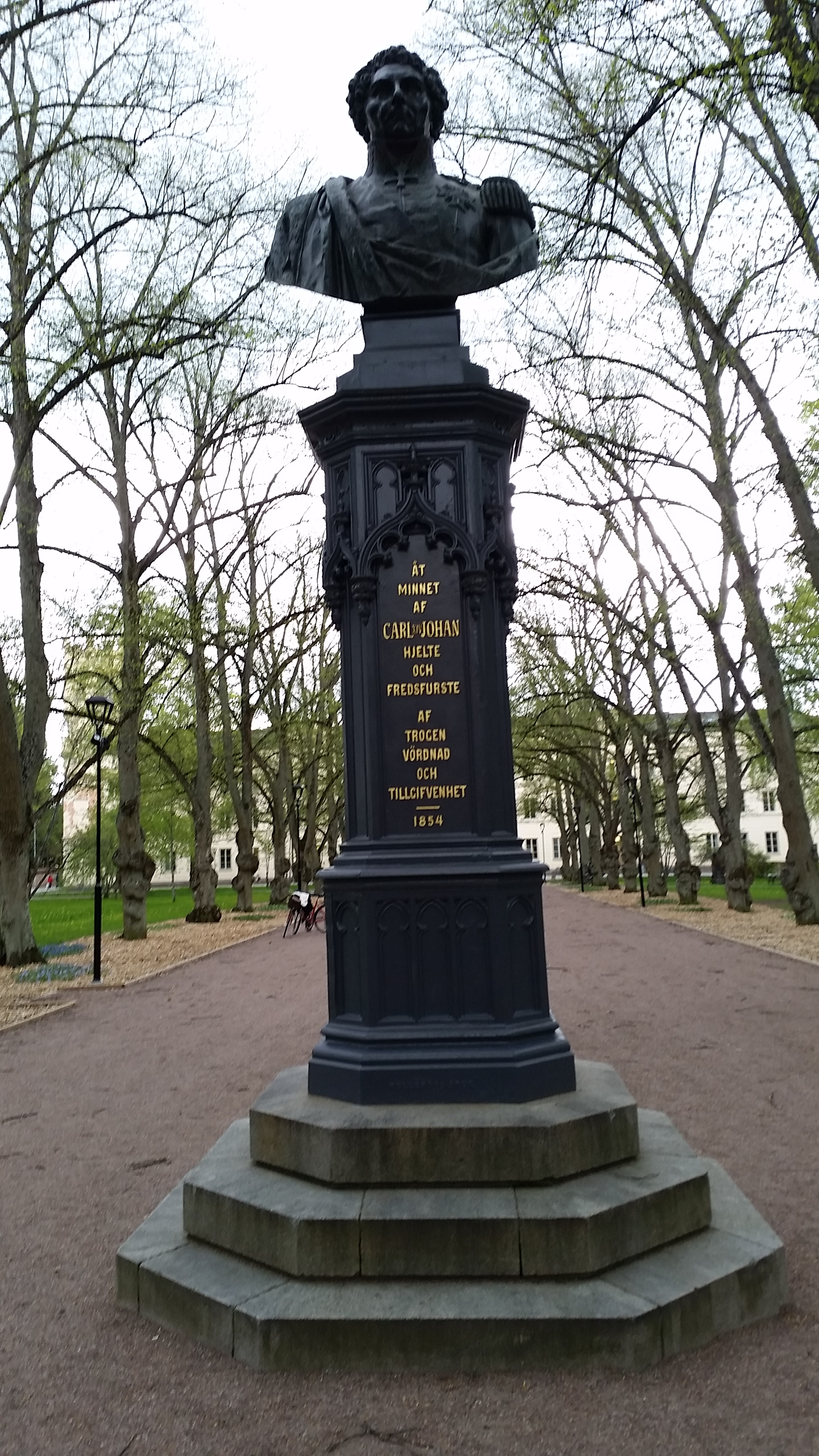
Byst av Karl XIV Johan i Uppsala, utförd av Bengt Erland Fogelberg.
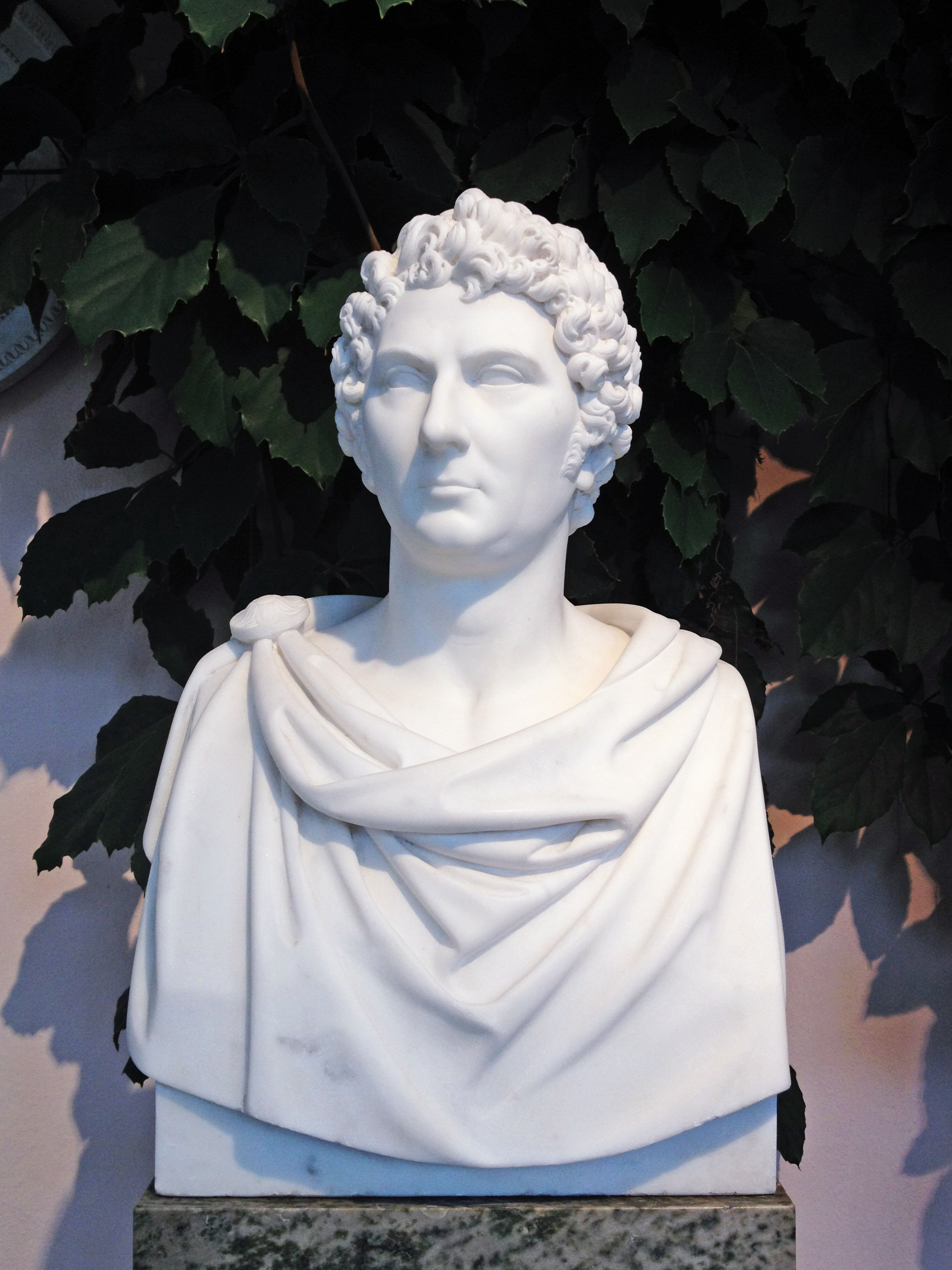
Byst utförd av Johan Niclas Byström som står i Orangerimuseet.
Karl XIV Johans uniformsfrack från 1813 med Serafimerordens kraschan på bröstet, Skoklosters slott.
Karl XIV Johans hederssvärd med balja, Livrustkammaren.
Karl XIV Johans svenska fältmarskalksrock, Livrustkammaren.
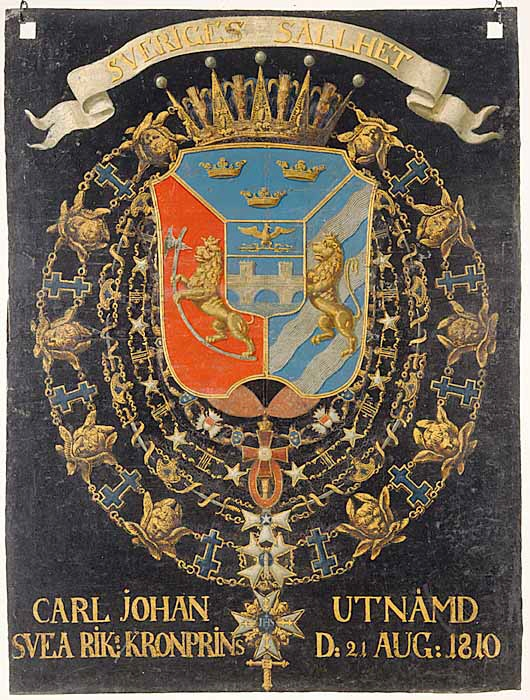
Karl XIV Johans Serafimersköld som Sveriges Kronprins.
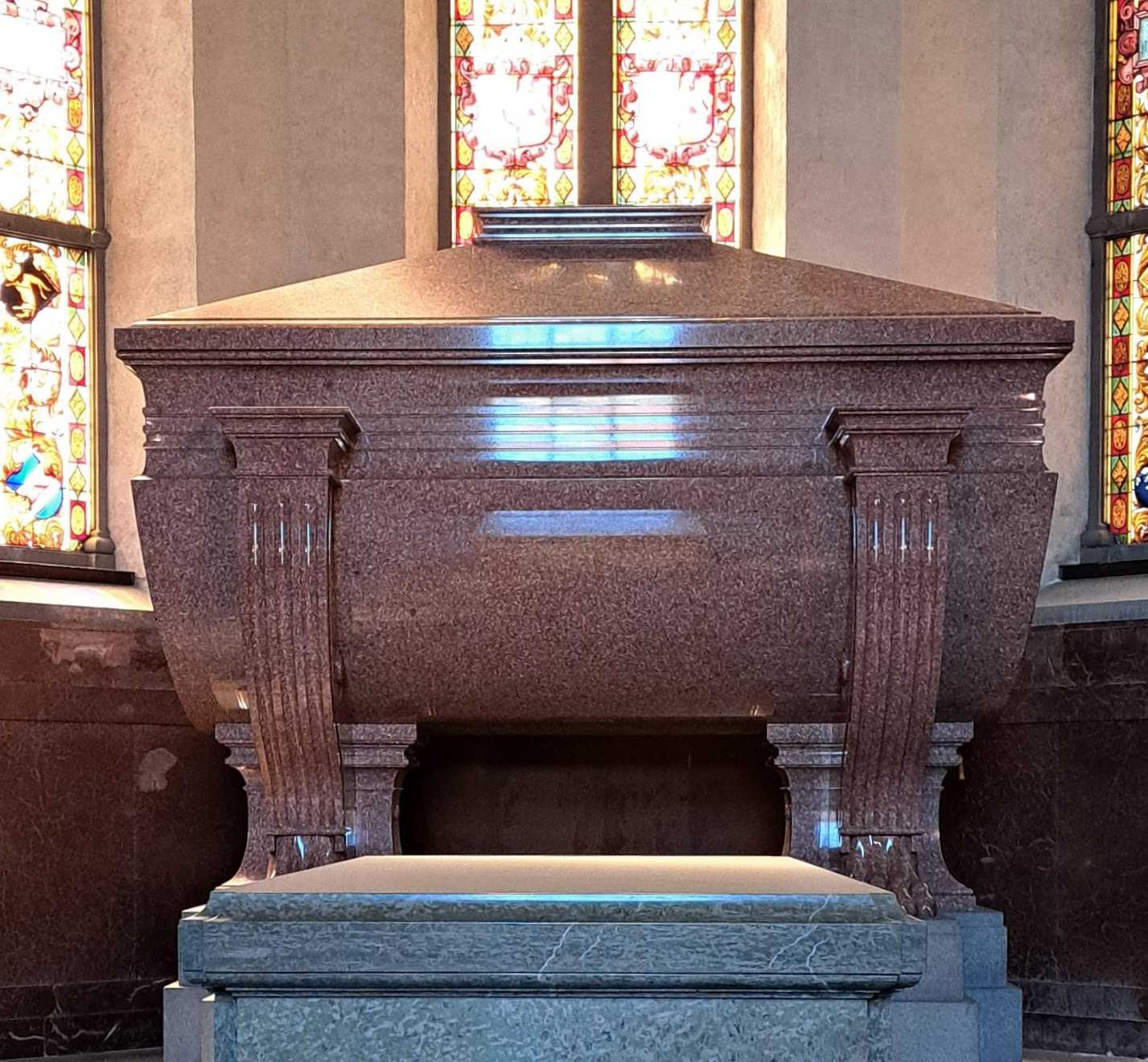
Karl XIV Johans sarkofag i Riddarholmskyrkan.

## Ordnar och utmärkelser

### Svenska ordnar
- Riddare och kommendör av Kungl. Maj:ts orden (riddare av Kungliga Serafimerorden), 21 augusti 1810. Ordens herre och mästare 1818–1844
- Kommendör med stora korset av Kungliga Svärdsorden, 21 augusti 1810. Ordens herre och mästare 1818–1844
- Riddare med stora korset av första klassen av Svärdsorden, 21 augusti 1810.[76]
- Kommendör med stora korset av Kungliga Nordstjärneorden, 21 augusti 1810. Ordens herre och mästare 1818–1844
- Kommendör med stora korset av Kungliga Vasaorden, 28 januari 1813.[77] Ordens herre och mästare 1818–1844
- Riddare av Kungliga Carl XIII:s orden, 21 augusti 1810. Ordens herre och mästare 1818–1844

### Utländska ordnar
- Riddare av Danska Elefantorden, 1808.
- Riddare av Preussiska Svarta örns orden, 1805. [78]
- Storkors av Preussiska Röda örns orden,1805
- Storkorset av Järnkorset, 1813
- Riddare av Spanska Gyllene skinnets orden, 1822
- Riddare av Ryska Sankt Andreas orden, 30 augusti 1812
- Riddare av 1. klass av Ryska Sankt Georgsorden, 30 augusti 1813
- Officer av Franska Hederslegionen, 1804, Storkorset 1805.[79]
- Storkors av Portugisiska Torn- och svärdsorden,
- Storkors av Maria-Teresiaorden, 1813